# Liga Światowa w Piłce Siatkowej 2011 (grupa D)
W fazie interkontynentalnej Ligi Światowej siatkarzy występowało 16 reprezentacji. W grupie D znalazły się: Francja, Korea Południowa, Kuba oraz Włochy.
Mecze w grupie D rozegrane zostały pomiędzy 27 maja a 1 lipca. Do Final Eight awansowały Włochy i Kuba, Francja zajęła 12. miejsce w klasyfikacji końcowej, natomiast Korea Południowa - 13. miejsce.

## Tabela
| Lp. | Drużyna          | Pkt | Mecze | Mecze   | Mecze   | Sety | Sety | Sety  | Małe punkty | Małe punkty | Małe punkty |
| Lp. | Drużyna          | Pkt | M     | W (3:2) | P (2:3) | wyg. | prz. | ratio | zdob.       | str.        | ratio       |
| --- | ---------------- | --- | ----- | ------- | ------- | ---- | ---- | ----- | ----------- | ----------- | ----------- |
| 1   | Włochy           | 28  | 12    | 10 (2)  | 2 (0)   | 31   | 12   | 2.583 | 1039        | 898         | 1.157       |
| 2   | Kuba             | 23  | 12    | 8 (2)   | 4 (1)   | 26   | 19   | 1.368 | 1048        | 1016        | 1.031       |
| 3   | Francja          | 11  | 12    | 3 (0)   | 9 (2)   | 18   | 29   | 0.621 | 1042        | 1106        | 0.942       |
| 4   | Korea Południowa | 10  | 12    | 3 (0)   | 9 (1)   | 14   | 29   | 0.483 | 905         | 1014        | 0.893       |

Źródło: FIVB
Punktacja: 3:0 i 3:1 – 3 pkt; 3:2 – 2 pkt; 2:3 – 1 pkt; 1:3 i 0:3 – 0 pkt
Zasady ustalania kolejności: 1. liczba punktów; 2. liczba zwycięstw; 3. stosunek setów; 4. stosunek małych punktów; 5. bilans w bezpośrednich meczach
     awans do Final Eight

## Mecze
Godzina rozpoczęcia meczu jest podana w czasie lokalnym.

1. kolejka
| 27 maja 2011 | Francja                | 0:3 (14:25, 20:25, 12:25) | Włochy              | Palais des Sports de Gerland, Lyon                 |  |
| 20:40        | Antonin Rouzier 11 pkt | raport                    | Michal Lasko 13 pkt | Widzów: 5022 Sędziowie: Bela Hobor i Milan Labašta |  |

| 29 maja 2011 | Francja                        | 0:3 (15:25, 23:25, 25:27) | Włochy              | Le Phare, Chambéry                                 |  |
| 17:40        | Gérald Hardy-Dessources 15 pkt | raport                    | Michal Lasko 14 pkt | Widzów: 3650 Sędziowie: Milan Labašta i Bela Hobor |  |

| 28 maja 2011 | Korea Południowa     | 3:0 (25:20, 29:27, 25:18) | Kuba                            | Suwon Gymnasium, Suwŏn                                |  |
| 14:10        | Jeon Kwang-in 20 pkt | raport                    | Fernando Hernández Ramos 14 pkt | Widzów: 3100 Sędziowie: Ning Wang i Nathanon Sowapark |  |

| 29 maja 2011 | Korea Południowa     | 1:3 (25:21, 23:25, 18:25, 18:25) | Kuba                      | Suwon Gymnasium, Suwŏn                                |  |
| 14:10        | Choi Hong-suk 14 pkt | raport                           | Henry Bell Cisnero 21 pkt | Widzów: 3400 Sędziowie: Nathanon Sowapark i Ning Wang |  |

2. kolejka
| 2 czerwca 2011 | Włochy                 | 3:0 (25:19, 25:21, 27:25) | Kuba                       | PalaRossini, Ankona                                 |  |
| 18:40          | Cristian Savani 14 pkt | raport                    | Henry Cisnello Bell 15 pkt | Widzów: 6148 Sędziowie: Frans Loderus i Juraj Mokrý |  |

| 5 czerwca 2011 | Włochy                 | 3:2 (25:14, 23:25, 25:17, 22:25, 18:16) | Kuba                            | Palazzetto dello Sport, Andria                      |  |
| 20:10          | Cristian Savani 19 pkt | raport                                  | Fernando Hernández Ramos 19 pkt | Widzów: 5200 Sędziowie: Juraj Mokrý i Frans Loderus |  |

| 4 czerwca 2011 | Korea Południowa                                               | 3:1 (25:21, 24:26, 25:20, 25:16) | Francja              | Suwon Gymnasium, Suwŏn                                |  |
| 14:10          | Jeon Kwang-in 17 pkt Kim Jung-hwan 17 pkt Shin Jung-suk 17 pkt | raport                           | Marien Moreau 20 pkt | Widzów: 3050 Sędziowie: Akihiko Tano i Gad Eizikovits |  |

| 5 czerwca 2011 | Korea Południowa     | 3:1 (27:25, 19:25, 25:23, 25:16) | Francja            | Suwon Gymnasium, Suwŏn                                |  |
| 14:10          | Choi Hong-suk 17 pkt | raport                           | Samuel Tuia 15 pkt | Widzów: 4250 Sędziowie: Gad Eizikovits i Akihiko Tano |  |

3. kolejka
| 9 czerwca 2011 | Francja                | 1:3 (27:29, 27:25, 23:25, 31:33) | Kuba                        | Centre municipal des sports, Tours                      |  |
| 20:40          | Antonin Rouzier 18 pkt | raport                           | Wilfredo León Venero 28 pkt | Widzów: 3100 Sędziowie: Osamu Sakaide i Grzegorz Jacyna |  |

| 11 czerwca 2011 | Francja                | 2:3 (25:23, 21:25, 25:22, 22:25, 9:15) | Kuba                        | Palais des Sports André Brouat, Tuluza                  |  |
| 20:10           | Antonin Rouzier 30 pkt | raport                                 | Wilfredo León Venero 27 pkt | Widzów: 3700 Sędziowie: Grzegorz Jacyna i Osamu Sakaide |  |

| 11 czerwca 2011 | Korea Południowa     | 1:3 (25:23, 19:25, 21:25, 20:25) | Włochy              | Samsan World Gymnasium, Inczon                              |  |
| 14:10           | Kim Jung-hwan 16 pkt | raport                           | Ivan Zaytsev 25 pkt | Widzów: 3350 Sędziowie: Panagiotis Roussakis i Nasr Shaaban |  |

| 12 czerwca 2011 | Korea Południowa     | 2:3 (15:25, 22:25, 25:21, 25:22, 10:15) | Włochy              | Samsan World Gymnasium, Inczon                              |  |
| 14:10           | Jeon Kwang-in 21 pkt | raport                                  | Michal Lasko 21 pkt | Widzów: 3450 Sędziowie: Nasr Shaaban i Panagiotis Roussakis |  |

4. kolejka
| 17 czerwca 2011 | Włochy              | 1:3 (25:21, 30:32, 23:25, 22:25) | Francja                | PalaRescifina, Mesyna                                    |  |
| 20:10           | Michal Lasko 21 pkt | raport                           | Antonin Rouzier 30 pkt | Widzów: 3600 Sędziowie: Ibrahim al-Naama i Nihat Ermihan |  |

| 18 czerwca 2011 | Włochy              | 3:1 (25:20, 18:25, 25:22, 25:17) | Francja                | PalaCatania, Katania                                     |  |
| 20:40           | Michal Lasko 20 pkt | raport                           | Antonin Rouzier 18 pkt | Widzów: 4500 Sędziowie: Nihat Ermihan i Ibrahim al-Naama |  |

| 18 czerwca 2011 | Korea Południowa     | 0:3 (20:25, 22:25, 20:25) | Kuba                                                  | Yeomju Gymnasium, Gwangju                                   |  |
| 14:10           | Shin Yung-suk 14 pkt | raport                    | Henry Bell Cisnero 16 pkt Wilfredo León Venero 16 pkt | Widzów: 4320 Sędziowie: Andriej Zenowicz i Vasileios Raptis |  |

| 19 czerwca 2011 | Korea Południowa     | 0:3 (23:25, 13:25, 18:25) | Kuba                      | Yeomju Gymnasium, Gwangju                                   |  |
| 14:10           | Choi Hong-suk 13 pkt | raport                    | Henry Bell Cisnero 16 pkt | Widzów: 4260 Sędziowie: Vasileios Raptis i Andriej Zenowicz |  |

5. kolejka
| 24 czerwca 2011 | Włochy              | 3:0 (25:18, 25:21, 25:20) | Korea Południowa                          | PalaTrieste, Triest                                       |  |
| 20:10           | Ivan Zaytsev 17 pkt | raport                    | Jeon Kwang-in 11 pkt Shin Yung-suk 11 pkt | Widzów: 3800 Sędziowie: Abdullah al-Enezi i Geert Blyaert |  |

| 26 czerwca 2011 | Włochy              | 3:0 (25:15, 25:13, 25:21) | Korea Południowa     | PalaFabris, Padwa                                         |  |
| 20:30           | Michal Lasko 14 pkt | raport                    | Jeon Kwang-in 10 pkt | Widzów: 4200 Sędziowie: Geert Blyaert i Abdullah al-Enezi |  |

| 24 czerwca 2011 | Francja                | 2:3 (25:21, 22:25, 25:21, 22:25, 12:15) | Kuba                        | Palais Omnisports de Paris-Bercy, Paryż              |  |
| 20:40           | Antonin Rouzier 23 pkt | raport                                  | Wilfredo León Venero 27 pkt | Widzów: 6600 Sędziowie: Akihiko Tano i Silvian Lungu |  |

| 26 czerwca 2011 | Francja                | 1:3 (25:21, 20:25, 15:25, 23:25) | Kuba                      | L'Axone, Montbéliard                                 |  |
| 19:10           | Antonin Rouzier 26 pkt | raport                           | Henry Bell Cisnero 20 pkt | Widzów: 4900 Sędziowie: Silvian Lungu i Akihiko Tano |  |

6. kolejka
| 29 czerwca 2011 | Francja                | 3:1 (23:25, 27:25, 25:16, 25:15) | Korea Południowa     | Palais des Sports, Pau                                            |  |
| 20:10           | Antonin Rouzier 28 pkt | raport                           | Jeon Kwang-in 17 pkt | Widzów: 3700 Sędziowie: Patricia Salvatore i Panagiotis Roussakis |  |

| 1 lipca 2011 | Francja                | 3:0 (25:20, 25:18, 25:22) | Korea Południowa     | Le Palio, Boulazac                                                |  |
| 20:40        | Antonin Rouzier 22 pkt | raport                    | Jeon Kwang-in 10 pkt | Widzów: 3100 Sędziowie: Panagiotis Roussakis i Patricia Salvatore |  |

| 29 czerwca 2011 | Włochy                 | 3:0 (25:21, 25:22, 32:30) | Kuba                      | PalaRaschi, Parma                                   |  |
| 20:40           | Cristian Savani 17 pkt | raport                    | Henry Bell Cisnero 11 pkt | Widzów: 4000 Sędziowie: Shigeru Koshiba i Ron Stahl |  |

| 1 lipca 2011 | Włochy              | 0:3 (21:25, 20:25, 25:27) | Kuba                      | PalaPanini, Modena                                  |  |
| 20:40        | Michal Lasko 13 pkt | raport                    | Henry Bell Cisnero 19 pkt | Widzów: 4816 Sędziowie: Ron Stahl i Shigeru Koshiba |  |

## Spotkania 1. kolejki

### Francja - Włochy (1. mecz)
Piątek, 27 maja 2011 – 20:40 (UTC+2) • Palais des Sports de Gerland, Lyon
Widzów: 5 022
Czas trwania meczu: 81 minut
Sędziowie: Bela Hobor (Węgry) i Milan Labašta (Czechy)
| Francja                | 0:3                                         | Włochy              |
| Antonin Rouzier 11 pkt | (14:25, 20:25, 12:25) raport P-2 raport P-3 | Michal Lasko 13 pkt |

| Poz.           | Nr | Zawodnik            | 1           | 2           | 3           | 4 | 5 | Pkt |
| -------------- | -- | ------------------- | ----------- | ----------- | ----------- | - | - | --- |
| A              | 4  | Antonin Rouzier     | 1 wskładzie | 1 wskładzie | 1 wskładzie |   |   | 11  |
| Ś              | 5  | Romain Vadeleux     | 1 wskładzie | 1 wskładzie | 1 wskładzie |   |   | 5   |
| P              | 9  | Guillaume Samica    | 1 wskładzie | 1 wskładzie | 1 wskładzie |   |   | 2   |
| Ś              | 10 | Jean-Philippe Sol   | 1 wskładzie | 1 wskładzie | 1 wskładzie |   |   | 3   |
| P              | 11 | Julien Lyneel       | 1 wskładzie | 1 wskładzie | 1 wskładzie |   |   | 8   |
| R              | 13 | Pierre Pujol        | 1 wskładzie | 1 wskładzie | 1 wskładzie |   |   | 1   |
| L              | 18 | Jean-François Exiga | L           | L           | L           |   |   |     |
| Zmiany         |    |                     |             |             |             |   |   |     |
| P              | 1  | Xavier Kapfer       | 2 zmiana    |             | 2 zmiana    |   |   |     |
| R              | 6  | Benjamin Toniutti   | 2 zmiana    | 2 zmiana    | 2 zmiana    |   |   |     |
| A              | 8  | Marien Moreau       | 2 zmiana    | 2 zmiana    |             |   |   | 1   |
| P              | 15 | Samuel Tuia         | 2 zmiana    |             | 2 zmiana    |   |   | 5   |
| Trener         |    |                     |             |             |             |   |   |     |
| Philippe Blain |    |                     |             |             |             |   |   |     |

| Poz.          | Nr | Zawodnik           | 1           | 2           | 3           | 4 | 5 | Pkt |
| ------------- | -- | ------------------ | ----------- | ----------- | ----------- | - | - | --- |
| A             | 7  | Michal Lasko       | 1 wskładzie | 1 wskładzie | 1 wskładzie |   |   | 13  |
| P             | 9  | Ivan Zaytsev       | 1 wskładzie | 1 wskładzie | 1 wskładzie |   |   | 8   |
| P             | 11 | Cristian Savani    | 1 wskładzie | 1 wskładzie | 1 wskładzie |   |   | 10  |
| Ś             | 12 | Simone Buti        | 1 wskładzie | 1 wskładzie | 1 wskładzie |   |   | 7   |
| R             | 13 | Dragan Travica     | 1 wskładzie | 1 wskładzie | 1 wskładzie |   |   | 3   |
| Ś             | 15 | Emanuele Birarelli | 1 wskładzie | 1 wskładzie | 1 wskładzie |   |   | 12  |
| L             | 4  | Andrea Bari        | L           | L           | L           |   |   |     |
| Zmiany        |    |                    |             |             |             |   |   |     |
| P             | 2  | Jiří Kovář         |             |             | 2 zmiana    |   |   |     |
| Ś             | 5  | Giorgio De Togni   |             |             | 2 zmiana    |   |   |     |
| P             | 17 | Dore Della Lunga   |             | 2 zmiana    |             |   |   |     |
| A             | 18 | Giulio Sabbi       | 2 zmiana    |             |             |   |   |     |
| Trener        |    |                    |             |             |             |   |   |     |
| Mauro Berruto |    |                    |             |             |             |   |   |     |

Statystyki meczowe
| Francja | STATYSTYKI        | Włochy |
| 46      | MAŁE PUNKTY       | 75     |
| 30      | ATAK              | 33     |
| 3       | BLOK              | 12     |
| 3       | SERWIS            | 8      |
| 10      | BŁĘDY PRZECIWNIKA | 22     |

### Francja - Włochy (2. mecz)
Niedziela, 29 maja 2011 – 20:40 (UTC+2) • Le Phare, Chambéry
Widzów: 3 650
Czas trwania meczu: 93 minuty
Sędziowie: Milan Labašta (Czechy) i Bela Hobor (Węgry)
| Francja                        | 0:3                                         | Włochy              |
| Gérald Hardy-Dessources 15 pkt | (15:25, 23:25, 25:27) raport P-2 raport P-3 | Michal Lasko 14 pkt |

| Poz.           | Nr | Zawodnik                | 1           | 2           | 3           | 4 | 5 | Pkt |
| -------------- | -- | ----------------------- | ----------- | ----------- | ----------- | - | - | --- |
| Ś              | 3  | Gérald Hardy-Dessources | 1 wskładzie | 1 wskładzie | 1 wskładzie |   |   | 15  |
| A              | 4  | Antonin Rouzier         | 1 wskładzie | 1 wskładzie |             |   |   | 5   |
| Ś              | 5  | Romain Vadeleux         | 1 wskładzie | 1 wskładzie | 1 wskładzie |   |   | 5   |
| P              | 11 | Julien Lyneel           | 1 wskładzie |             |             |   |   | 1   |
| R              | 13 | Pierre Pujol            | 1 wskładzie | 1 wskładzie | 1 wskładzie |   |   | 1   |
| P              | 15 | Samuel Tuia             | 1 wskładzie | 1 wskładzie | 1 wskładzie |   |   | 6   |
| L              | 2  | Jenia Grebennikov       | L           | L           | L           |   |   |     |
| Zmiany         |    |                         |             |             |             |   |   |     |
| P              | 1  | Xavier Kapfer           | 2 zmiana    | 2 zmiana    |             |   |   |     |
| R              | 6  | Benjamin Toniutti       | 2 zmiana    |             | 2 zmiana    |   |   |     |
| A              | 8  | Marien Moreau           | 2 zmiana    | 2 zmiana    | 1 wskładzie |   |   | 8   |
| P              | 9  | Guillaume Samica        | 2 zmiana    | 1 wskładzie | 1 wskładzie |   |   | 4   |
| Ś              | 10 | Jean-Philippe Sol       |             | 2 zmiana    | 2 zmiana    |   |   |     |
| Trener         |    |                         |             |             |             |   |   |     |
| Philippe Blain |    |                         |             |             |             |   |   |     |

| Poz.          | Nr | Zawodnik           | 1           | 2           | 3           | 4 | 5 | Pkt |
| ------------- | -- | ------------------ | ----------- | ----------- | ----------- | - | - | --- |
| A             | 7  | Michal Lasko       | 1 wskładzie | 1 wskładzie | 1 wskładzie |   |   | 14  |
| P             | 9  | Ivan Zaytsev       | 1 wskładzie | 1 wskładzie | 1 wskładzie |   |   | 13  |
| P             | 11 | Cristian Savani    | 1 wskładzie | 1 wskładzie | 1 wskładzie |   |   | 12  |
| Ś             | 12 | Simone Buti        | 1 wskładzie | 1 wskładzie | 1 wskładzie |   |   | 6   |
| R             | 13 | Dragan Travica     | 1 wskładzie | 1 wskładzie | 1 wskładzie |   |   | 5   |
| Ś             | 15 | Emanuele Birarelli | 1 wskładzie | 1 wskładzie | 1 wskładzie |   |   | 10  |
| L             | 4  | Andrea Bari        | L           | L           | L           |   |   |     |
| Zmiany        |    |                    |             |             |             |   |   |     |
| R             | 16 | Michele Baranowicz | 2 zmiana    |             |             |   |   |     |
| P             | 17 | Dore Della Lunga   | 2 zmiana    | 2 zmiana    | 2 zmiana    |   |   |     |
| A             | 18 | Giulio Sabbi       | 2 zmiana    |             | 2 zmiana    |   |   | 1   |
| Trener        |    |                    |             |             |             |   |   |     |
| Mauro Berruto |    |                    |             |             |             |   |   |     |

Statystyki meczowe
| Francja | STATYSTYKI        | Włochy |
| 63      | MAŁE PUNKTY       | 77     |
| 34      | ATAK              | 42     |
| 10      | BLOK              | 14     |
| 1       | SERWIS            | 5      |
| 18      | BŁĘDY PRZECIWNIKA | 16     |

### Korea Południowa - Kuba (1. mecz)
Sobota, 28 maja 2011 – 14:10 (UTC+9) • Suwon Gymnasium, Suwŏn
Widzów: 3 100
Czas trwania meczu: 85 minut
Sędziowie: Ning Wang (Chiny) i Nathanon Sowapark (Tajlandia)
| Korea Południowa     | 3:0                                         | Kuba                      |
| Jeon Kwang-in 20 pkt | (25:20, 29:27, 25:18) raport P-2 raport P-3 | Fernando Hernández 14 pkt |

| Poz.        | Nr | Zawodnik       | 1           | 2           | 3           | 4 | 5 | Pkt |
| ----------- | -- | -------------- | ----------- | ----------- | ----------- | - | - | --- |
| R           | 2  | Han Sun-soo    | 1 wskładzie | 1 wskładzie | 1 wskładzie |   |   |     |
| P           | 4  | Jeon Kwang-in  | 1 wskładzie | 1 wskładzie | 1 wskładzie |   |   | 20  |
| Ś           | 7  | Lee Sun-kyu    | 1 wskładzie | 1 wskładzie | 2 zmiana    |   |   | 2   |
| A           | 12 | Kim Jung-hwan  | 1 wskładzie | 1 wskładzie | 1 wskładzie |   |   | 9   |
| P           | 13 | Choi Hong-suk  | 1 wskładzie | 1 wskładzie | 1 wskładzie |   |   | 15  |
| Ś           | 18 | Shin Yung-suk  | 1 wskładzie | 1 wskładzie | 1 wskładzie |   |   | 15  |
| L           | 5  | Yeo Oh-hyun    | L           | L           | L           |   |   |     |
| Zmiany      |    |                |             |             |             |   |   |     |
| P           | 9  | Kwak Seung-suk | 2 zmiana    |             |             |   |   |     |
| Ś           | 15 | Ha Hyun-yong   | 2 zmiana    | 2 zmiana    | 1 wskładzie |   |   | 4   |
| A           | 19 | Lee Kang-joo   | 2 zmiana    | 2 zmiana    | 2 zmiana    |   |   |     |
| Trener      |    |                |             |             |             |   |   |     |
| Park Ki-won |    |                |             |             |             |   |   |     |

| Poz.                      | Nr | Zawodnik           | 1           | 2           | 3           | 4 | 5 | Pkt |
| ------------------------- | -- | ------------------ | ----------- | ----------- | ----------- | - | - | --- |
| P                         | 1  | Wilfredo León      | 1 wskładzie | 1 wskładzie | 1 wskładzie |   |   | 5   |
| Ś                         | 7  | Osmany Camejo      | 1 wskładzie | 1 wskładzie | 1 wskładzie |   |   | 7   |
| P                         | 12 | Henry Bell         | 1 wskładzie | 1 wskładzie | 1 wskładzie |   |   | 8   |
| Ś                         | 15 | Dariel Albo        | 1 wskładzie | 1 wskładzie |             |   |   | 3   |
| R                         | 18 | Yoandri Díaz       | 1 wskładzie | 1 wskładzie | 1 wskładzie |   |   | 2   |
| A                         | 19 | Fernando Hernández | 1 wskładzie | 1 wskładzie | 1 wskładzie |   |   | 14  |
| L                         | 6  | Keibel Gutiérrez   | L           | L           | L           |   |   |     |
| Zmiany                    |    |                    |             |             |             |   |   |     |
| Ś                         | 4  | Yassel Perdomo     |             |             | 1 wskładzie |   |   | 1   |
| A                         | 8  | Rolando Cepeda     |             |             | 2 zmiana    |   |   | 3   |
| P                         | 10 | Denny Hernández    |             | 2 zmiana    | 2 zmiana    |   |   | 2   |
| Trener                    |    |                    |             |             |             |   |   |     |
| Orlando Samuels Blackwood |    |                    |             |             |             |   |   |     |

Statystyki meczowe
| Korea Południowa | STATYSTYKI        | Kuba |
| 79               | MAŁE PUNKTY       | 65   |
| 52               | ATAK              | 35   |
| 7                | BLOK              | 7    |
| 6                | SERWIS            | 3    |
| 14               | BŁĘDY PRZECIWNIKA | 20   |

### Korea Południowa - Kuba (2. mecz)
Niedziela, 29 maja 2011 – 14:10 (UTC+9) • Suwon Gymnasium, Suwŏn
Widzów: 3 400
Czas trwania meczu: 102 minuty
Sędziowie: Nathanon Sowapark (Tajlandia) i Ning Wang (Chiny)
| Korea Południowa     | 1:3                                                | Kuba              |
| Jeon Kwang-in 18 pkt | (25:21, 23:25, 18:25, 18:25) raport P-2 raport P-3 | Henry Bell 21 pkt |

| Poz.        | Nr | Zawodnik       | 1           | 2           | 3           | 4           | 5 | Pkt |
| ----------- | -- | -------------- | ----------- | ----------- | ----------- | ----------- | - | --- |
| R           | 2  | Han Sun-soo    | 1 wskładzie | 1 wskładzie | 1 wskładzie | 1 wskładzie |   | 3   |
| P           | 4  | Jeon Kwang-in  | 1 wskładzie | 1 wskładzie | 1 wskładzie | 1 wskładzie |   | 18  |
| Ś           | 7  | Lee Sun-kyu    | 1 wskładzie | 1 wskładzie |             | 2 zmiana    |   | 3   |
| A           | 12 | Kim Jung-hwan  | 1 wskładzie | 1 wskładzie |             | 1 wskładzie |   | 9   |
| P/A         | 13 | Choi Hong-suk  | 1 wskładzie | 1 wskładzie | 1 wskładzie | 1 wskładzie |   | 14  |
| Ś           | 18 | Shin Yung-suk  | 1 wskładzie | 1 wskładzie | 1 wskładzie | 1 wskładzie |   | 11  |
| L           | 5  | Yeo Oh-hyun    | L           | L           | L           | L           |   |     |
| Zmiany      |    |                |             |             |             |             |   |     |
| P           | 9  | Kwak Seung-suk | 2 zmiana    | 2 zmiana    | 1 wskładzie | 2 zmiana    |   | 2   |
| Ś           | 15 | Ha Hyun-yong   | 2 zmiana    | 2 zmiana    | 1 wskładzie | 1 wskładzie |   | 5   |
| A           | 19 | Lee Kang-joo   | 2 zmiana    | 2 zmiana    |             | 2 zmiana    |   |     |
| Trener      |    |                |             |             |             |             |   |     |
| Park Ki-won |    |                |             |             |             |             |   |     |

| Poz.                      | Nr | Zawodnik           | 1           | 2           | 3           | 4           | 5 | Pkt |
| ------------------------- | -- | ------------------ | ----------- | ----------- | ----------- | ----------- | - | --- |
| P                         | 1  | Wilfredo León      | 1 wskładzie | 1 wskładzie | 1 wskładzie | 1 wskładzie |   | 16  |
| Ś                         | 7  | Osmany Camejo      | 1 wskładzie | 1 wskładzie | 1 wskładzie | 1 wskładzie |   | 7   |
| P                         | 12 | Henry Bell         | 1 wskładzie | 1 wskładzie | 1 wskładzie | 1 wskładzie |   | 21  |
| Ś                         | 15 | Dariel Albo        | 1 wskładzie | 1 wskładzie | 1 wskładzie | 1 wskładzie |   | 6   |
| R                         | 18 | Yoandri Díaz       | 1 wskładzie | 1 wskładzie | 1 wskładzie | 1 wskładzie |   | 2   |
| A                         | 19 | Fernando Hernández | 1 wskładzie | 1 wskładzie | 1 wskładzie | 1 wskładzie |   | 15  |
| L                         | 6  | Keibel Gutiérrez   | L           | L           | L           | L           |   |     |
| Zmiany                    |    |                    |             |             |             |             |   |     |
| A                         | 8  | Rolando Cepeda     |             |             | 2 zmiana    | 4 pusty     |   |     |
| Trener                    |    |                    |             |             |             |             |   |     |
| Orlando Samuels Blackwood |    |                    |             |             |             |             |   |     |

Statystyki meczowe
| Korea Południowa | STATYSTYKI        | Kuba |
| 84               | MAŁE PUNKTY       | 96   |
| 53               | ATAK              | 51   |
| 10               | BLOK              | 11   |
| 2                | SERWIS            | 5    |
| 19               | BŁĘDY PRZECIWNIKA | 29   |

## Spotkania 2. kolejki

### Włochy - Kuba (1. mecz)
Czwartek, 2 czerwca 2011 – 18:40 (UTC+2) • PalaRossini, Ankona
Widzów: 6 148
Czas trwania meczu: 86 minut
Sędziowie: Frans Loderus (Holandia) i Juraj Mokrý (Słowacja)
| Włochy                 | 3:0                                         | Kuba              |
| Cristian Savani 14 pkt | (25:19, 25:21, 27:25) raport P-2 raport P-3 | Henry Bell 15 pkt |

| Poz.          | Nr | Zawodnik           | 1           | 2           | 3           | 4 | 5 | Pkt |
| ------------- | -- | ------------------ | ----------- | ----------- | ----------- | - | - | --- |
| A             | 7  | Michal Lasko       | 1 wskładzie | 1 wskładzie | 1 wskładzie |   |   | 13  |
| P             | 9  | Ivan Zaytsev       | 1 wskładzie | 1 wskładzie | 1 wskładzie |   |   | 11  |
| P             | 11 | Cristian Savani    | 1 wskładzie | 1 wskładzie | 1 wskładzie |   |   | 14  |
| Ś             | 12 | Simone Buti        | 1 wskładzie | 1 wskładzie | 1 wskładzie |   |   | 6   |
| R             | 13 | Dragan Travica     | 1 wskładzie | 1 wskładzie | 1 wskładzie |   |   | 1   |
| Ś             | 15 | Emanuele Birarelli | 1 wskładzie | 1 wskładzie | 1 wskładzie |   |   | 5   |
| L             | 4  | Andrea Bari        | L           | L           | L           |   |   |     |
| Zmiany        |    |                    |             |             |             |   |   |     |
| R             | 16 | Michele Baranowicz |             | 2 zmiana    |             |   |   |     |
| P             | 17 | Dore Della Lunga   | 2 zmiana    | 2 zmiana    | 2 zmiana    |   |   |     |
| A             | 18 | Giulio Sabbi       |             |             | 2 zmiana    |   |   |     |
| Trener        |    |                    |             |             |             |   |   |     |
| Mauro Berruto |    |                    |             |             |             |   |   |     |

| Poz.                      | Nr | Zawodnik           | 1           | 2           | 3           | 4 | 5 | Pkt |
| ------------------------- | -- | ------------------ | ----------- | ----------- | ----------- | - | - | --- |
| P                         | 1  | Wilfredo León      | 1 wskładzie | 1 wskładzie | 1 wskładzie |   |   | 8   |
| Ś                         | 7  | Osmany Camejo      | 1 wskładzie | 1 wskładzie | 1 wskładzie |   |   | 7   |
| P                         | 12 | Henry Bell         | 1 wskładzie | 1 wskładzie | 1 wskładzie |   |   | 15  |
| Ś                         | 15 | Dariel Albo        | 1 wskładzie | 1 wskładzie | 1 wskładzie |   |   | 4   |
| R                         | 18 | Yoandri Díaz       | 1 wskładzie | 1 wskładzie | 1 wskładzie |   |   | 3   |
| A                         | 19 | Fernando Hernández | 1 wskładzie | 2 zmiana    | 1 wskładzie |   |   | 8   |
| L                         | 6  | Keibel Gutiérrez   | L           | L           | L           |   |   |     |
| Zmiany                    |    |                    |             |             |             |   |   |     |
| R                         | 5  | Leandro Macías     |             |             | 2 zmiana    |   |   |     |
| A                         | 8  | Rolando Cepeda     | 2 zmiana    | 1 wskładzie | 2 zmiana    |   |   | 2   |
| Trener                    |    |                    |             |             |             |   |   |     |
| Orlando Samuels Blackwood |    |                    |             |             |             |   |   |     |

Statystyki meczowe
| Włochy | STATYSTYKI        | Kuba |
| 77     | MAŁE PUNKTY       | 65   |
| 40     | ATAK              | 41   |
| 6      | BLOK              | 4    |
| 4      | SERWIS            | 2    |
| 27     | BŁĘDY PRZECIWNIKA | 18   |

### Włochy - Kuba (2. mecz)
Niedziela, 5 czerwca 2011 – 20:10 (UTC+2) • Palazzetto dello Sport, Andria
Widzów: 5 200
Czas trwania meczu: 135 minut
Sędziowie: Juraj Mokrý (Słowacja) i Frans Loderus (Holandia)
| Włochy                 | 3:2                                                       | Kuba                      |
| Cristian Savani 19 pkt | (25:14, 23:25, 25:17, 22:25, 18:16) raport P-2 raport P-3 | Fernando Hernández 19 pkt |

| Poz.          | Nr | Zawodnik           | 1           | 2           | 3           | 4           | 5           | Pkt |
| ------------- | -- | ------------------ | ----------- | ----------- | ----------- | ----------- | ----------- | --- |
| A             | 7  | Michal Lasko       | 1 wskładzie | 1 wskładzie | 1 wskładzie | 1 wskładzie | 1 wskładzie | 18  |
| P             | 9  | Ivan Zaytsev       | 1 wskładzie | 1 wskładzie | 1 wskładzie | 1 wskładzie | 1 wskładzie | 16  |
| P             | 11 | Cristian Savani    | 1 wskładzie | 1 wskładzie | 1 wskładzie | 1 wskładzie | 1 wskładzie | 19  |
| Ś             | 12 | Simone Buti        | 1 wskładzie | 1 wskładzie | 1 wskładzie | 1 wskładzie | 1 wskładzie | 9   |
| R             | 13 | Dragan Travica     | 1 wskładzie | 1 wskładzie | 1 wskładzie | 1 wskładzie | 1 wskładzie | 5   |
| Ś             | 15 | Emanuele Birarelli | 1 wskładzie | 1 wskładzie | 1 wskładzie | 1 wskładzie | 1 wskładzie | 9   |
| L             | 4  | Andrea Bari        | L           | L           | L           | L           | L           |     |
| Zmiany        |    |                    |             |             |             |             |             |     |
| Ś             | 6  | Rocco Barone       |             | 2 zmiana    |             | 4 pusty     | 4 pusty     |     |
| R             | 16 | Michele Baranowicz |             |             |             | 2 zmiana    | 2 zmiana    |     |
| P             | 17 | Dore Della Lunga   |             | 2 zmiana    |             | 2 zmiana    | 2 zmiana    |     |
| A             | 18 | Giulio Sabbi       |             |             |             | 2 zmiana    | 4 pusty     |     |
| Trener        |    |                    |             |             |             |             |             |     |
| Mauro Berruto |    |                    |             |             |             |             |             |     |

| Poz.                      | Nr | Zawodnik           | 1           | 2           | 3           | 4           | 5           | Pkt |
| ------------------------- | -- | ------------------ | ----------- | ----------- | ----------- | ----------- | ----------- | --- |
| P                         | 1  | Wilfredo León      | 1 wskładzie | 1 wskładzie | 1 wskładzie | 1 wskładzie | 1 wskładzie | 12  |
| Ś                         | 7  | Osmany Camejo      | 1 wskładzie | 1 wskładzie | 1 wskładzie | 1 wskładzie | 1 wskładzie | 8   |
| P                         | 12 | Henry Bell         | 1 wskładzie | 1 wskładzie | 1 wskładzie | 1 wskładzie | 1 wskładzie | 15  |
| Ś                         | 15 | Dariel Albo        | 1 wskładzie | 1 wskładzie | 1 wskładzie | 1 wskładzie | 1 wskładzie | 6   |
| R                         | 18 | Yoandri Díaz       | 1 wskładzie | 1 wskładzie | 1 wskładzie | 1 wskładzie | 1 wskładzie | 5   |
| A                         | 19 | Fernando Hernández | 1 wskładzie | 1 wskładzie | 1 wskładzie | 1 wskładzie | 1 wskładzie | 19  |
| L                         | 6  | Keibel Gutiérrez   | L           | L           | L           | L           | L           |     |
| Zmiany                    |    |                    |             |             |             |             |             |     |
| R                         | 5  | Leandro Macías     |             |             |             | 4 pusty     | 2 zmiana    |     |
| P                         | 17 | Yosniel Guillén    |             | 2 zmiana    |             | 2 zmiana    | 2 zmiana    |     |
| Trener                    |    |                    |             |             |             |             |             |     |
| Orlando Samuels Blackwood |    |                    |             |             |             |             |             |     |

Statystyki meczowe
| Włochy | STATYSTYKI        | Kuba |
| 113    | MAŁE PUNKTY       | 97   |
| 60     | ATAK              | 56   |
| 10     | BLOK              | 4    |
| 6      | SERWIS            | 5    |
| 37     | BŁĘDY PRZECIWNIKA | 32   |

### Korea Południowa - Francja (1. mecz)
Sobota, 4 czerwca 2011 – 14:10 (UTC+9) • Suwon Gymnasium, Suwŏn
Widzów: 3 050
Czas trwania meczu: 115 minut
Sędziowie: Akihiko Tano (Japonia) i Gad Eizikovits (Izrael)
| Korea Południowa                                               | 3:1                                                | Francja              |
| Jeon Kwang-in 17 pkt Kim Jung-hwan 17 pkt Shin Jung-suk 17 pkt | (25:21, 24:26, 25:20, 25:16) raport P-2 raport P-3 | Marien Moreau 20 pkt |

| Poz.        | Nr | Zawodnik       | 1           | 2           | 3           | 4           | 5 | Pkt |
| ----------- | -- | -------------- | ----------- | ----------- | ----------- | ----------- | - | --- |
| R           | 2  | Han Sun-soo    | 1 wskładzie | 1 wskładzie | 1 wskładzie | 1 wskładzie |   | 1   |
| P           | 4  | Jeon Kwang-in  | 1 wskładzie | 1 wskładzie | 1 wskładzie | 1 wskładzie |   | 17  |
| A           | 12 | Kim Jung-hwan  | 1 wskładzie | 1 wskładzie | 1 wskładzie | 1 wskładzie |   | 17  |
| P           | 13 | Choi Hong-suk  | 1 wskładzie | 1 wskładzie | 1 wskładzie | 1 wskładzie |   | 14  |
| Ś           | 15 | Ha Hyun-yong   | 1 wskładzie | 1 wskładzie | 1 wskładzie | 1 wskładzie |   | 7   |
| Ś           | 18 | Shin Yung-suk  | 1 wskładzie | 1 wskładzie | 1 wskładzie | 1 wskładzie |   | 17  |
| L           | 5  | Yeo Oh-hyun    | L           | L           | L           | L           |   |     |
| Zmiany      |    |                |             |             |             |             |   |     |
| R           | 3  | Kwon Young-min |             | 2 zmiana    |             | 4 pusty     |   |     |
| Ś           | 7  | Lee Sun-kyu    | 2 zmiana    |             | 2 zmiana    | 2 zmiana    |   |     |
| A           | 16 | Park Jun-bum   | 2 zmiana    | 2 zmiana    |             | 2 zmiana    |   |     |
| P           | 19 | Lee Kang-joo   | 2 zmiana    | 2 zmiana    | 2 zmiana    | 2 zmiana    |   |     |
| Trener      |    |                |             |             |             |             |   |     |
| Park Ki-won |    |                |             |             |             |             |   |     |

| Poz.           | Nr | Zawodnik                | 1           | 2           | 3           | 4           | 5 | Pkt |
| -------------- | -- | ----------------------- | ----------- | ----------- | ----------- | ----------- | - | --- |
| Ś              | 5  | Romain Vadeleux         | 1 wskładzie | 1 wskładzie | 1 wskładzie | 1 wskładzie |   | 12  |
| A              | 8  | Marien Moreau           | 1 wskładzie | 1 wskładzie | 1 wskładzie | 1 wskładzie |   | 20  |
| P              | 9  | Guillaume Samica        | 1 wskładzie |             |             | 4 pusty     |   |     |
| Ś              | 10 | Jean-Philippe Sol       | 1 wskładzie | 1 wskładzie | 1 wskładzie | 4 pusty     |   | 3   |
| R              | 13 | Pierre Pujol            | 1 wskładzie | 1 wskładzie | 1 wskładzie | 1 wskładzie |   |     |
| P              | 15 | Samuel Tuia             | 1 wskładzie | 1 wskładzie | 1 wskładzie | 1 wskładzie |   | 13  |
| L              | 2  | Jenia Grebennikov       | L           | L           | L           | L           |   |     |
| Zmiany         |    |                         |             |             |             |             |   |     |
| P              | 1  | Xavier Kapfer           | 2 zmiana    |             |             | 2 zmiana    |   |     |
| Ś              | 3  | Gérald Hardy-Dessources |             |             |             | 1 wskładzie |   | 2   |
| R              | 6  | Benjamin Toniutti       | 2 zmiana    | 2 zmiana    | 2 zmiana    | 2 zmiana    |   |     |
| P              | 11 | Julien Lyneel           | 2 zmiana    | 1 wskładzie | 1 wskładzie | 1 wskładzie |   | 11  |
| A              | 20 | Mory Sidibe             |             |             |             | 2 zmiana    |   | 1   |
| Trener         |    |                         |             |             |             |             |   |     |
| Philippe Blain |    |                         |             |             |             |             |   |     |

Statystyki meczowe
| Korea Południowa | STATYSTYKI        | Francja |
| 99               | MAŁE PUNKTY       | 83      |
| 60               | ATAK              | 44      |
| 11               | BLOK              | 14      |
| 2                | SERWIS            | 4       |
| 26               | BŁĘDY PRZECIWNIKA | 21      |

### Korea Południowa - Francja (2. mecz)
Niedziela, 5 czerwca 2011 – 14:10 (UTC+9) • Suwon Gymnasium, Suwŏn
Widzów: 4 250
Czas trwania meczu: 116 minut
Sędziowie: Gad Eizikovits (Izrael) i Akihiko Tano (Japonia)
| Korea Południowa     | 3:1                                                | Francja            |
| Choi Hong-suk 17 pkt | (27:25, 19:25, 25:23, 25:16) raport P-2 raport P-3 | Samuel Tuia 15 pkt |

| Poz.        | Nr | Zawodnik       | 1           | 2           | 3           | 4           | 5 | Pkt |
| ----------- | -- | -------------- | ----------- | ----------- | ----------- | ----------- | - | --- |
| R           | 2  | Han Sun-soo    | 1 wskładzie | 1 wskładzie | 1 wskładzie | 1 wskładzie |   | 3   |
| P           | 4  | Jeon Kwang-in  | 1 wskładzie | 1 wskładzie | 1 wskładzie | 1 wskładzie |   | 12  |
| A           | 12 | Kim Jung-hwan  | 1 wskładzie | 1 wskładzie | 1 wskładzie | 1 wskładzie |   | 11  |
| P           | 13 | Choi Hong-suk  | 1 wskładzie | 1 wskładzie | 1 wskładzie | 1 wskładzie |   | 17  |
| Ś           | 15 | Ha Hyun-yong   | 1 wskładzie | 1 wskładzie | 2 zmiana    | 1 wskładzie |   | 6   |
| Ś           | 18 | Shin Yung-suk  | 1 wskładzie | 1 wskładzie | 1 wskładzie | 1 wskładzie |   | 14  |
| L           | 5  | Yeo Oh-hyun    | L           | L           | L           | L           |   |     |
| Zmiany      |    |                |             |             |             |             |   |     |
| R           | 3  | Kwon Young-min |             | 2 zmiana    |             | 4 pusty     |   |     |
| Ś           | 7  | Lee Sun-kyu    | 2 zmiana    | 2 zmiana    | 1 wskładzie | 4 pusty     |   | 2   |
| P           | 9  | Kwak Seung-suk | 2 zmiana    |             | 2 zmiana    | 4 pusty     |   |     |
| A           | 16 | Park Jun-bum   |             | 2 zmiana    |             | 4 pusty     |   | 1   |
| P           | 19 | Lee Kang-joo   | 2 zmiana    |             | 2 zmiana    | 2 zmiana    |   |     |
| Trener      |    |                |             |             |             |             |   |     |
| Park Ki-won |    |                |             |             |             |             |   |     |

| Poz.           | Nr | Zawodnik                | 1           | 2           | 3           | 4           | 5 | Pkt |
| -------------- | -- | ----------------------- | ----------- | ----------- | ----------- | ----------- | - | --- |
| Ś              | 3  | Gérald Hardy-Dessources | 1 wskładzie | 1 wskładzie | 1 wskładzie | 1 wskładzie |   | 13  |
| Ś              | 5  | Romain Vadeleux         | 1 wskładzie | 1 wskładzie | 1 wskładzie | 1 wskładzie |   | 11  |
| P              | 7  | Nicolas Maréchal        | 1 wskładzie | 1 wskładzie | 1 wskładzie | 1 wskładzie |   | 9   |
| A              | 8  | Marien Moreau           | 1 wskładzie | 1 wskładzie | 1 wskładzie | 1 wskładzie |   | 12  |
| P              | 9  | Guillaume Samica        | 1 wskładzie |             |             | 4 pusty     |   | 1   |
| R              | 13 | Pierre Pujol            | 1 wskładzie | 1 wskładzie | 1 wskładzie | 1 wskładzie |   | 3   |
| L              | 2  | Jenia Grebennikov       | L           | L           | L           | L           |   |     |
| Zmiany         |    |                         |             |             |             |             |   |     |
| R              | 6  | Benjamin Toniutti       |             |             |             | 2 zmiana    |   | 1   |
| Ś              | 10 | Jean-Philippe Sol       | 2 zmiana    |             | 2 zmiana    | 4 pusty     |   |     |
| P              | 11 | Julien Lyneel           | 2 zmiana    |             |             | 4 pusty     |   |     |
| P              | 15 | Samuel Tuia             | 2 zmiana    | 1 wskładzie | 1 wskładzie | 1 wskładzie |   | 15  |
| A              | 20 | Mory Sidibe             |             |             | 2 zmiana    | 2 zmiana    |   |     |
| Trener         |    |                         |             |             |             |             |   |     |
| Philippe Blain |    |                         |             |             |             |             |   |     |

Statystyki meczowe
| Korea Południowa | STATYSTYKI        | Francja |
| 96               | MAŁE PUNKTY       | 89      |
| 53               | ATAK              | 50      |
| 11               | BLOK              | 11      |
| 2                | SERWIS            | 4       |
| 30               | BŁĘDY PRZECIWNIKA | 24      |

## Spotkania 3. kolejki

### Francja - Kuba (1. mecz)
Czwartek, 9 czerwca 2011 – 20:40 (UTC+2) • Centre municipal des sports, Tours
Widzów: 3 100
Czas trwania meczu: 132 minuty
Sędziowie: Osamu Sakaide (Japonia) i Grzegorz Jacyna (Polska)
| Francja                | 1:3                                                | Kuba                 |
| Antonin Rouzier 18 pkt | (27:29, 27:25, 23:25, 31:33) raport P-2 raport P-3 | Wilfredo León 28 pkt |

| Poz.           | Nr | Zawodnik                | 1           | 2           | 3           | 4           | 5 | Pkt |
| -------------- | -- | ----------------------- | ----------- | ----------- | ----------- | ----------- | - | --- |
| Ś              | 3  | Gérald Hardy-Dessources | 1 wskładzie | 1 wskładzie | 1 wskładzie | 2 zmiana    |   | 5   |
| A              | 4  | Antonin Rouzier         | 1 wskładzie | 1 wskładzie | 1 wskładzie | 1 wskładzie |   | 18  |
| Ś              | 5  | Romain Vadeleux         | 1 wskładzie | 1 wskładzie | 1 wskładzie | 1 wskładzie |   | 8   |
| P              | 7  | Nicolas Maréchal        | 1 wskładzie | 1 wskładzie | 1 wskładzie | 2 zmiana    |   | 12  |
| R              | 13 | Pierre Pujol            | 1 wskładzie | 1 wskładzie | 1 wskładzie | 4 pusty     |   | 3   |
| P              | 15 | Samuel Tuia             | 1 wskładzie | 1 wskładzie | 1 wskładzie | 1 wskładzie |   | 16  |
| L              | 2  | Jenia Grebennikov       | L           | L           | L           | L           |   |     |
| Zmiany         |    |                         |             |             |             |             |   |     |
| R              | 6  | Benjamin Toniutti       | 2 zmiana    | 2 zmiana    | 2 zmiana    | 1 wskładzie |   | 1   |
| A              | 8  | Marien Moreau           | 2 zmiana    | 2 zmiana    |             | 2 zmiana    |   | 7   |
| Ś              | 10 | Jean-Philippe Sol       |             |             | 2 zmiana    | 1 wskładzie |   | 4   |
| P              | 11 | Julien Lyneel           | 2 zmiana    | 2 zmiana    | 2 zmiana    | 1 wskładzie |   | 6   |
| Trener         |    |                         |             |             |             |             |   |     |
| Philippe Blain |    |                         |             |             |             |             |   |     |

| Poz.                      | Nr | Zawodnik           | 1           | 2           | 3           | 4           | 5 | Pkt |
| ------------------------- | -- | ------------------ | ----------- | ----------- | ----------- | ----------- | - | --- |
| P                         | 1  | Wilfredo León      | 1 wskładzie | 1 wskładzie | 1 wskładzie | 1 wskładzie |   | 28  |
| Ś                         | 7  | Osmany Camejo      | 1 wskładzie | 1 wskładzie | 1 wskładzie | 1 wskładzie |   | 11  |
| P                         | 12 | Henry Bell         | 1 wskładzie | 1 wskładzie | 1 wskładzie | 1 wskładzie |   | 15  |
| Ś                         | 15 | Dariel Albo        | 1 wskładzie | 1 wskładzie | 1 wskładzie | 1 wskładzie |   | 7   |
| R                         | 18 | Yoandri Díaz       | 1 wskładzie | 1 wskładzie | 1 wskładzie | 1 wskładzie |   | 5   |
| A                         | 19 | Fernando Hernández | 1 wskładzie | 1 wskładzie | 1 wskładzie | 1 wskładzie |   | 9   |
| L                         | 6  | Keibel Gutiérrez   | L           | L           | L           | L           |   |     |
| Zmiany                    |    |                    |             |             |             |             |   |     |
| R                         | 2  | Lian Sem Estrada   |             | 2 zmiana    | 2 zmiana    | 2 zmiana    |   |     |
| A                         | 8  | Rolando Cepeda     |             |             |             | 2 zmiana    |   | 6   |
| P                         | 17 | Yosniel Guillén    | 2 zmiana    | 2 zmiana    | 2 zmiana    | 2 zmiana    |   |     |
| Trener                    |    |                    |             |             |             |             |   |     |
| Orlando Samuels Blackwood |    |                    |             |             |             |             |   |     |

Statystyki meczowe
| Francja | STATYSTYKI        | Kuba |
| 108     | MAŁE PUNKTY       | 112  |
| 65      | ATAK              | 68   |
| 11      | BLOK              | 12   |
| 4       | SERWIS            | 1    |
| 28      | BŁĘDY PRZECIWNIKA | 31   |

### Francja - Kuba (2. mecz)
Sobota, 11 czerwca 2011 – 20:10 (UTC+2) • Palais des Sports André Brouat, Tuluza
Widzów: 3 700
Czas trwania meczu: 132 minuty
Sędziowie: Grzegorz Jacyna (Polska) i Osamu Sakaide (Japonia)
| Francja                | 2:3                                                      | Kuba                 |
| Antonin Rouzier 30 pkt | (25:23, 21:25, 25:22, 22:25, 9:15) raport P-2 raport P-3 | Wilfredo León 27 pkt |

| Poz.           | Nr | Zawodnik                | 1           | 2           | 3           | 4           | 5           | Pkt |
| -------------- | -- | ----------------------- | ----------- | ----------- | ----------- | ----------- | ----------- | --- |
| A              | 4  | Antonin Rouzier         | 1 wskładzie | 1 wskładzie | 1 wskładzie | 1 wskładzie | 1 wskładzie | 30  |
| Ś              | 5  | Romain Vadeleux         | 1 wskładzie | 1 wskładzie | 1 wskładzie | 1 wskładzie | 1 wskładzie | 7   |
| P              | 7  | Nicolas Maréchal        | 1 wskładzie | 1 wskładzie | 1 wskładzie | 1 wskładzie | 1 wskładzie | 18  |
| Ś              | 10 | Jean-Philippe Sol       | 1 wskładzie | 1 wskładzie | 1 wskładzie | 1 wskładzie | 1 wskładzie | 9   |
| R              | 13 | Pierre Pujol            | 1 wskładzie |             |             | 4 pusty     | 4 pusty     | 1   |
| P              | 15 | Samuel Tuia             | 1 wskładzie | 1 wskładzie | 1 wskładzie | 1 wskładzie | 1 wskładzie | 14  |
| L              | 2  | Jenia Grebennikov       | L           | L           | L           | L           | L           |     |
| Zmiany         |    |                         |             |             |             |             |             |     |
| Ś              | 3  | Gérald Hardy-Dessources |             | 2 zmiana    | 2 zmiana    | 2 zmiana    | 2 zmiana    |     |
| R              | 6  | Benjamin Toniutti       | 2 zmiana    | 1 wskładzie | 1 wskładzie | 1 wskładzie | 1 wskładzie |     |
| A              | 8  | Marien Moreau           |             | 2 zmiana    |             | 4 pusty     | 4 pusty     |     |
| P              | 11 | Julien Lyneel           | 2 zmiana    | 2 zmiana    | 2 zmiana    | 2 zmiana    | 2 zmiana    | 1   |
| Trener         |    |                         |             |             |             |             |             |     |
| Philippe Blain |    |                         |             |             |             |             |             |     |

| Poz.                      | Nr | Zawodnik           | 1           | 2           | 3           | 4           | 5           | Pkt |
| ------------------------- | -- | ------------------ | ----------- | ----------- | ----------- | ----------- | ----------- | --- |
| P                         | 1  | Wilfredo León      | 1 wskładzie | 1 wskładzie | 1 wskładzie | 1 wskładzie | 1 wskładzie | 27  |
| Ś                         | 7  | Osmany Camejo      | 1 wskładzie | 1 wskładzie | 1 wskładzie | 1 wskładzie | 1 wskładzie | 14  |
| P                         | 12 | Henry Bell         | 1 wskładzie | 1 wskładzie | 1 wskładzie | 1 wskładzie | 1 wskładzie | 16  |
| Ś                         | 15 | Dariel Albo        | 1 wskładzie | 1 wskładzie | 1 wskładzie | 1 wskładzie | 1 wskładzie | 11  |
| R                         | 18 | Yoandri Díaz       | 1 wskładzie | 1 wskładzie | 1 wskładzie | 1 wskładzie | 1 wskładzie | 1   |
| A                         | 19 | Fernando Hernández | 1 wskładzie |             | 2 zmiana    | 1 wskładzie | 1 wskładzie | 7   |
| L                         | 6  | Keibel Gutiérrez   | L           | L           | L           | L           | L           |     |
| Zmiany                    |    |                    |             |             |             |             |             |     |
| R                         | 2  | Lian Sem Estrada   | 2 zmiana    |             |             | 4 pusty     | 2 zmiana    |     |
| R                         | 5  | Leandro Macías     |             |             |             | 4 pusty     | 2 zmiana    |     |
| A                         | 8  | Rolando Cepeda     | 2 zmiana    | 1 wskładzie | 1 wskładzie | 4 pusty     | 4 pusty     | 7   |
| P                         | 17 | Yosniel Guillén    | 2 zmiana    |             |             | 4 pusty     | 4 pusty     |     |
| Trener                    |    |                    |             |             |             |             |             |     |
| Orlando Samuels Blackwood |    |                    |             |             |             |             |             |     |

Statystyki meczowe
| Francja | STATYSTYKI        | Kuba |
| 102     | MAŁE PUNKTY       | 110  |
| 67      | ATAK              | 67   |
| 8       | BLOK              | 13   |
| 5       | SERWIS            | 3    |
| 22      | BŁĘDY PRZECIWNIKA | 27   |

### Korea Południowa - Włochy (1. mecz)
Sobota, 11 czerwca 2011 – 14:10 (UTC+9) • Samsan World Gymnasium, Inczon
Widzów: 3 350
Czas trwania meczu: 120 minut
Sędziowie: Panagiotis Roussakis (Grecja) i Nasr Shaaban (Egipt)
| Korea Południowa     | 1:3                                                | Włochy              |
| Kim Jung-hwan 16 pkt | (25:23, 19:25, 21:25, 20:25) raport P-2 raport P-3 | Ivan Zaytsev 25 pkt |

| Poz.        | Nr | Zawodnik       | 1           | 2           | 3           | 4           | 5 | Pkt |
| ----------- | -- | -------------- | ----------- | ----------- | ----------- | ----------- | - | --- |
| R           | 2  | Han Sun-soo    | 1 wskładzie | 1 wskładzie | 1 wskładzie | 1 wskładzie |   | 2   |
| P           | 4  | Jeon Kwang-in  | 1 wskładzie | 1 wskładzie | 1 wskładzie | 4 pusty     |   | 12  |
| Ś           | 7  | Lee Sun-kyu    | 1 wskładzie | 1 wskładzie | 1 wskładzie | 4 pusty     |   | 6   |
| A           | 12 | Kim Jung-hwan  | 1 wskładzie | 1 wskładzie | 1 wskładzie | 1 wskładzie |   | 16  |
| P           | 13 | Choi Hong-suk  | 1 wskładzie | 1 wskładzie | 1 wskładzie | 1 wskładzie |   | 10  |
| Ś           | 18 | Shin Yung-suk  | 1 wskładzie | 1 wskładzie | 1 wskładzie | 1 wskładzie |   | 12  |
| L           | 5  | Yeo Oh-hyun    | L           | L           | L           | L           |   |     |
| Zmiany      |    |                |             |             |             |             |   |     |
| R           | 3  | Kwon Young-min | 2 zmiana    |             | 2 zmiana    | 2 zmiana    |   |     |
| P           | 9  | Kwak Seung-suk |             | 2 zmiana    | 2 zmiana    | 1 wskładzie |   | 4   |
| Ś           | 10 | Yun Bong-woo   |             |             | 2 zmiana    | 1 wskładzie |   | 2   |
| A           | 16 | Park Jun-bum   | 2 zmiana    | 2 zmiana    |             | 2 zmiana    |   | 1   |
| P           | 19 | Lee Kang-joo   | 2 zmiana    |             | 2 zmiana    | 2 zmiana    |   |     |
| Trener      |    |                |             |             |             |             |   |     |
| Park Ki-won |    |                |             |             |             |             |   |     |

| Poz.          | Nr | Zawodnik           | 1           | 2           | 3           | 4           | 5 | Pkt |
| ------------- | -- | ------------------ | ----------- | ----------- | ----------- | ----------- | - | --- |
| A             | 7  | Michal Lasko       | 1 wskładzie | 1 wskładzie | 1 wskładzie | 1 wskładzie |   | 16  |
| P             | 9  | Ivan Zaytsev       | 1 wskładzie | 1 wskładzie | 1 wskładzie | 1 wskładzie |   | 25  |
| P             | 11 | Cristian Savani    | 1 wskładzie | 1 wskładzie | 1 wskładzie | 1 wskładzie |   | 12  |
| Ś             | 12 | Simone Buti        | 1 wskładzie | 1 wskładzie | 1 wskładzie | 1 wskładzie |   | 6   |
| R             | 13 | Dragan Travica     | 1 wskładzie | 1 wskładzie | 1 wskładzie | 1 wskładzie |   | 5   |
| Ś             | 15 | Emanuele Birarelli | 1 wskładzie | 1 wskładzie | 1 wskładzie | 1 wskładzie |   | 7   |
| L             | 4  | Andrea Bari        | L           | L           | L           | L           |   |     |
| Zmiany        |    |                    |             |             |             |             |   |     |
| P             | 8  | Gabriele Maruotti  | 2 zmiana    |             |             | 4 pusty     |   |     |
| R             | 10 | Marco Falaschi     |             |             | 2 zmiana    | 4 pusty     |   |     |
| P             | 17 | Dore Della Lunga   | 2 zmiana    | 2 zmiana    | 2 zmiana    | 2 zmiana    |   |     |
| Trener        |    |                    |             |             |             |             |   |     |
| Mauro Berruto |    |                    |             |             |             |             |   |     |

Statystyki meczowe
| Korea Południowa | STATYSTYKI        | Włochy |
| 85               | MAŁE PUNKTY       | 98     |
| 56               | ATAK              | 54     |
| 2                | BLOK              | 10     |
| 7                | SERWIS            | 7      |
| 20               | BŁĘDY PRZECIWNIKA | 27     |

### Korea Południowa - Włochy (2. mecz)
Niedziela, 12 czerwca 2011 – 14:10 (UTC+9) • Samsan World Gymnasium, Inczon
Widzów: 3 450
Czas trwania meczu: 133 minuty
Sędziowie: Nasr Shaaban (Egipt) i Panagiotis Roussakis (Grecja)
| Korea Południowa     | 2:3                                                       | Włochy              |
| Jeon Kwang-in 21 pkt | (15:25, 22:25, 25:21, 25:22, 10:15) raport P-2 raport P-3 | Michal Lasko 21 pkt |

| Poz.        | Nr | Zawodnik       | 1           | 2           | 3           | 4           | 5           | Pkt |
| ----------- | -- | -------------- | ----------- | ----------- | ----------- | ----------- | ----------- | --- |
| R           | 2  | Han Sun-soo    | 1 wskładzie | 1 wskładzie | 1 wskładzie | 1 wskładzie | 1 wskładzie | 2   |
| P           | 4  | Jeon Kwang-in  | 1 wskładzie | 1 wskładzie | 1 wskładzie | 1 wskładzie | 1 wskładzie | 21  |
| Ś           | 7  | Lee Sun-kyu    | 1 wskładzie | 1 wskładzie | 1 wskładzie | 1 wskładzie | 1 wskładzie | 8   |
| A           | 12 | Kim Jung-hwan  | 1 wskładzie | 1 wskładzie | 1 wskładzie | 1 wskładzie | 1 wskładzie | 11  |
| P           | 13 | Choi Hong-suk  | 1 wskładzie | 1 wskładzie | 1 wskładzie | 1 wskładzie | 1 wskładzie | 18  |
| Ś           | 17 | Ha Kyoung-min  | 1 wskładzie | 1 wskładzie | 1 wskładzie | 1 wskładzie | 1 wskładzie | 10  |
| L           | 5  | Yeo Oh-hyun    | L           | L           | L           | L           | L           |     |
| Zmiany      |    |                |             |             |             |             |             |     |
| R           | 3  | Kwon Young-min |             | 2 zmiana    |             | 4 pusty     | 4 pusty     |     |
| P           | 9  | Kwak Seung-suk |             |             | 2 zmiana    | 2 zmiana    | 2 zmiana    | 1   |
| Ś           | 10 | Yun Bong-woo   |             |             |             | 4 pusty     | 2 zmiana    |     |
| A           | 16 | Park Jun-bum   | 2 zmiana    | 2 zmiana    | 2 zmiana    | 2 zmiana    | 2 zmiana    | 6   |
| P           | 19 | Lee Kang-joo   | 2 zmiana    | 2 zmiana    | 2 zmiana    | 2 zmiana    | 4 pusty     |     |
| Trener      |    |                |             |             |             |             |             |     |
| Park Ki-won |    |                |             |             |             |             |             |     |

| Poz.          | Nr | Zawodnik           | 1           | 2           | 3           | 4           | 5           | Pkt |
| ------------- | -- | ------------------ | ----------- | ----------- | ----------- | ----------- | ----------- | --- |
| A             | 7  | Michal Lasko       | 1 wskładzie | 1 wskładzie | 1 wskładzie | 1 wskładzie | 1 wskładzie | 21  |
| P             | 9  | Ivan Zaytsev       | 1 wskładzie | 1 wskładzie | 1 wskładzie | 1 wskładzie | 1 wskładzie | 19  |
| P             | 11 | Cristian Savani    | 1 wskładzie | 1 wskładzie |             | 4 pusty     | 4 pusty     | 7   |
| Ś             | 12 | Simone Buti        | 1 wskładzie | 1 wskładzie | 1 wskładzie | 1 wskładzie | 1 wskładzie | 13  |
| R             | 13 | Dragan Travica     | 1 wskładzie | 1 wskładzie | 1 wskładzie | 1 wskładzie | 1 wskładzie | 5   |
| Ś             | 15 | Emanuele Birarelli | 1 wskładzie | 1 wskładzie | 1 wskładzie | 1 wskładzie | 1 wskładzie | 11  |
| L             | 4  | Andrea Bari        | L           | L           | L           | L           | L           |     |
| Zmiany        |    |                    |             |             |             |             |             |     |
| P             | 8  | Gabriele Maruotti  |             |             |             | 2 zmiana    | 4 pusty     |     |
| P             | 17 | Dore Della Lunga   |             | 2 zmiana    | 1 wskładzie | 1 wskładzie | 1 wskładzie | 4   |
| Trener        |    |                    |             |             |             |             |             |     |
| Mauro Berruto |    |                    |             |             |             |             |             |     |

Statystyki meczowe
| Korea Południowa | STATYSTYKI        | Włochy |
| 97               | MAŁE PUNKTY       | 108    |
| 61               | ATAK              | 58     |
| 11               | BLOK              | 13     |
| 5                | SERWIS            | 9      |
| 20               | BŁĘDY PRZECIWNIKA | 28     |

## Spotkania 4. kolejki

### Włochy - Francja (1. mecz)
Piątek, 17 czerwca 2011 – 20:10 (UTC+2) • PalaRescifina, Mesyna
Widzów: 3 600
Czas trwania meczu: 131 minut
Sędziowie: Ibrahim al-Naama (Kuwejt) i Nihat Ermihan (Turcja)
| Włochy              | 1:3                                                | Francja                |
| Michal Lasko 21 pkt | (25:21, 30:32, 23:25, 22:25) raport P-2 raport P-3 | Antonin Rouzier 30 pkt |

| Poz.          | Nr | Zawodnik           | 1           | 2           | 3           | 4           | 5 | Pkt |
| ------------- | -- | ------------------ | ----------- | ----------- | ----------- | ----------- | - | --- |
| A             | 7  | Michal Lasko       | 1 wskładzie | 1 wskładzie | 1 wskładzie | 1 wskładzie |   | 21  |
| P             | 8  | Gabriele Maruotti  | 1 wskładzie | 1 wskładzie | 1 wskładzie | 4 pusty     |   | 5   |
| P             | 9  | Ivan Zaytsev       | 1 wskładzie | 1 wskładzie | 1 wskładzie | 1 wskładzie |   | 14  |
| Ś             | 12 | Simone Buti        | 1 wskładzie | 1 wskładzie | 1 wskładzie | 1 wskładzie |   | 8   |
| R             | 13 | Dragan Travica     | 1 wskładzie | 1 wskładzie | 1 wskładzie | 1 wskładzie |   | 6   |
| Ś             | 15 | Emanuele Birarelli | 1 wskładzie | 1 wskładzie | 1 wskładzie | 1 wskładzie |   | 9   |
| L             | 4  | Andrea Bari        | L           | L           | L           | L           |   |     |
| Zmiany        |    |                    |             |             |             |             |   |     |
| P             | 17 | Dore Della Lunga   |             | 2 zmiana    | 2 zmiana    | 1 wskładzie |   | 1   |
| A             | 18 | Giulio Sabbi       |             | 2 zmiana    |             | 4 pusty     |   |     |
| Trener        |    |                    |             |             |             |             |   |     |
| Mauro Berruto |    |                    |             |             |             |             |   |     |

| Poz.           | Nr | Zawodnik                | 1           | 2           | 3           | 4           | 5 | Pkt |
| -------------- | -- | ----------------------- | ----------- | ----------- | ----------- | ----------- | - | --- |
| Ś              | 3  | Gérald Hardy-Dessources | 1 wskładzie | 1 wskładzie | 1 wskładzie | 1 wskładzie |   | 12  |
| A              | 4  | Antonin Rouzier         | 1 wskładzie | 1 wskładzie | 1 wskładzie | 1 wskładzie |   | 30  |
| Ś              | 5  | Romain Vadeleux         | 1 wskładzie | 1 wskładzie | 1 wskładzie | 1 wskładzie |   | 8   |
| R              | 6  | Benjamin Toniutti       | 1 wskładzie | 1 wskładzie | 1 wskładzie | 1 wskładzie |   | 3   |
| P              | 7  | Nicolas Maréchal        | 1 wskładzie | 1 wskładzie | 1 wskładzie | 1 wskładzie |   | 13  |
| P              | 15 | Samuel Tuia             | 1 wskładzie | 1 wskładzie | 1 wskładzie | 1 wskładzie |   | 14  |
| L              | 2  | Jenia Grebennikov       | L           | L           | L           | L           |   |     |
| Zmiany         |    |                         |             |             |             |             |   |     |
| P              | 11 | Julien Lyneel           | 2 zmiana    |             |             | 4 pusty     |   | 1   |
| R              | 13 | Pierre Pujol            |             | 2 zmiana    | 2 zmiana    | 2 zmiana    |   |     |
| A              | 20 | Mory Sidibe             | 2 zmiana    | 2 zmiana    | 2 zmiana    | 4 pusty     |   |     |
| Trener         |    |                         |             |             |             |             |   |     |
| Philippe Blain |    |                         |             |             |             |             |   |     |

Statystyki meczowe
| Włochy | STATYSTYKI        | Francja |
| 100    | MAŁE PUNKTY       | 103     |
| 48     | ATAK              | 63      |
| 12     | BLOK              | 13      |
| 4      | SERWIS            | 5       |
| 36     | BŁĘDY PRZECIWNIKA | 22      |

### Włochy - Francja (2. mecz)
Sobota, 18 czerwca 2011 – 20:40 (UTC+2) • PalaCatania, Katania
Widzów: 4 500
Czas trwania meczu: 113 minut
Sędziowie: Nihat Ermihan (Turcja) i Ibrahim al-Naama (Kuwejt)
| Włochy              | 3:1                                                | Francja                |
| Michal Lasko 20 pkt | (25:20, 18:25, 25:22, 25:17) raport P-2 raport P-3 | Antonin Rouzier 18 pkt |

| Poz.          | Nr | Zawodnik           | 1           | 2           | 3           | 4           | 5 | Pkt |
| ------------- | -- | ------------------ | ----------- | ----------- | ----------- | ----------- | - | --- |
| A             | 7  | Michal Lasko       | 1 wskładzie | 1 wskładzie | 1 wskładzie | 1 wskładzie |   | 20  |
| P             | 8  | Gabriele Maruotti  | 1 wskładzie | 1 wskładzie | 1 wskładzie | 1 wskładzie |   | 8   |
| P             | 9  | Ivan Zaytsev       | 1 wskładzie | 1 wskładzie | 1 wskładzie | 1 wskładzie |   | 10  |
| Ś             | 12 | Simone Buti        | 1 wskładzie | 1 wskładzie | 1 wskładzie | 1 wskładzie |   | 10  |
| R             | 13 | Dragan Travica     | 1 wskładzie | 1 wskładzie | 1 wskładzie | 1 wskładzie |   | 5   |
| Ś             | 15 | Emanuele Birarelli | 1 wskładzie | 1 wskładzie | 1 wskładzie | 4 pusty     |   | 3   |
| L             | 4  | Andrea Bari        | L           | L           | L           | L           |   |     |
| Zmiany        |    |                    |             |             |             |             |   |     |
| Ś             | 6  | Rocco Barone       |             |             | 2 zmiana    | 1 wskładzie |   | 4   |
| P             | 17 | Dore Della Lunga   |             | 2 zmiana    | 2 zmiana    | 4 pusty     |   |     |
| Trener        |    |                    |             |             |             |             |   |     |
| Mauro Berruto |    |                    |             |             |             |             |   |     |

| Poz.           | Nr | Zawodnik                | 1           | 2           | 3           | 4           | 5 | Pkt |
| -------------- | -- | ----------------------- | ----------- | ----------- | ----------- | ----------- | - | --- |
| Ś              | 3  | Gérald Hardy-Dessources | 1 wskładzie | 1 wskładzie | 1 wskładzie | 1 wskładzie |   | 6   |
| A              | 4  | Antonin Rouzier         | 1 wskładzie | 1 wskładzie | 1 wskładzie | 1 wskładzie |   | 18  |
| Ś              | 5  | Romain Vadeleux         | 1 wskładzie | 1 wskładzie | 1 wskładzie | 1 wskładzie |   | 10  |
| R              | 6  | Benjamin Toniutti       | 1 wskładzie | 1 wskładzie | 1 wskładzie | 2 zmiana    |   | 2   |
| P              | 7  | Nicolas Maréchal        | 1 wskładzie | 1 wskładzie | 1 wskładzie | 1 wskładzie |   | 13  |
| P              | 15 | Samuel Tuia             | 1 wskładzie | 1 wskładzie | 1 wskładzie | 1 wskładzie |   | 12  |
| L              | 2  | Jenia Grebennikov       | L           | L           | L           | L           |   |     |
| Zmiany         |    |                         |             |             |             |             |   |     |
| Ś              | 10 | Jean-Philippe Sol       |             |             |             | 2 zmiana    |   | 1   |
| P              | 11 | Julien Lyneel           |             |             |             | 2 zmiana    |   | 1   |
| R              | 13 | Pierre Pujol            | 2 zmiana    |             | 2 zmiana    | 1 wskładzie |   |     |
| A              | 20 | Mory Sidibe             | 2 zmiana    |             | 2 zmiana    | 4 pusty     |   |     |
| Trener         |    |                         |             |             |             |             |   |     |
| Philippe Blain |    |                         |             |             |             |             |   |     |

Statystyki meczowe
| Włochy | STATYSTYKI        | Francja |
| 93     | MAŁE PUNKTY       | 84      |
| 37     | ATAK              | 48      |
| 19     | BLOK              | 9       |
| 4      | SERWIS            | 6       |
| 33     | BŁĘDY PRZECIWNIKA | 21      |

### Korea Południowa - Kuba (1. mecz)
Sobota, 18 czerwca 2011 – 14:10 (UTC+9) • Yeomju Gymnasium, Gwangju
Widzów: 4 320
Czas trwania meczu: 80 minut
Sędziowie: Andriej Zenowicz (Rosja) i Vasileios Raptis (Grecja)
| Korea Południowa     | 0:3                                         | Kuba                                   |
| Shin Yung-suk 14 pkt | (20:25, 22:25, 20:25) raport P-2 raport P-3 | Henry Bell 16 pkt Wilfredo León 16 pkt |

| Poz.        | Nr | Zawodnik       | 1           | 2           | 3           | 4 | 5 | Pkt |
| ----------- | -- | -------------- | ----------- | ----------- | ----------- | - | - | --- |
| R           | 2  | Han Sun-soo    | 1 wskładzie | 1 wskładzie | 1 wskładzie |   |   | 2   |
| P           | 4  | Jeon Kwang-in  | 1 wskładzie | 1 wskładzie | 1 wskładzie |   |   | 13  |
| Ś           | 7  | Lee Sun-kyu    | 1 wskładzie | 1 wskładzie | 1 wskładzie |   |   | 3   |
| A           | 12 | Kim Jung-hwan  | 1 wskładzie | 1 wskładzie | 1 wskładzie |   |   | 4   |
| P           | 13 | Choi Hong-suk  | 1 wskładzie | 1 wskładzie | 1 wskładzie |   |   | 8   |
| Ś           | 18 | Shin Yung-suk  | 1 wskładzie | 1 wskładzie | 1 wskładzie |   |   | 14  |
| L           | 5  | Yeo Oh-hyun    | L           | L           | L           |   |   |     |
| Zmiany      |    |                |             |             |             |   |   |     |
| P           | 9  | Kwak Seung-suk |             |             | 2 zmiana    |   |   |     |
| A           | 16 | Park Jun-bum   | 2 zmiana    | 2 zmiana    | 2 zmiana    |   |   |     |
| Ś           | 17 | Ha Kyoung-min  | 2 zmiana    | 2 zmiana    |             |   |   |     |
| P           | 19 | Lee Kang-joo   | 2 zmiana    | 2 zmiana    | 2 zmiana    |   |   |     |
| Trener      |    |                |             |             |             |   |   |     |
| Park Ki-won |    |                |             |             |             |   |   |     |

| Poz.                      | Nr | Zawodnik           | 1           | 2           | 3           | 4 | 5 | Pkt |
| ------------------------- | -- | ------------------ | ----------- | ----------- | ----------- | - | - | --- |
| P                         | 1  | Wilfredo León      | 1 wskładzie | 1 wskładzie | 1 wskładzie |   |   | 16  |
| Ś                         | 7  | Osmany Camejo      | 1 wskładzie | 1 wskładzie | 1 wskładzie |   |   | 7   |
| P                         | 12 | Henry Bell         | 1 wskładzie | 1 wskładzie | 1 wskładzie |   |   | 16  |
| Ś                         | 15 | Dariel Albo        | 1 wskładzie | 1 wskładzie |             |   |   | 2   |
| R                         | 18 | Yoandri Díaz       | 1 wskładzie | 1 wskładzie | 1 wskładzie |   |   | 6   |
| A                         | 19 | Fernando Hernández | 1 wskładzie | 1 wskładzie | 1 wskładzie |   |   | 7   |
| L                         | 6  | Keibel Gutiérrez   | L           | L           | L           |   |   |     |
| Zmiany                    |    |                    |             |             |             |   |   |     |
| Ś                         | 16 | Isbel Mesa         |             |             | 1 wskładzie |   |   | 5   |
| Trener                    |    |                    |             |             |             |   |   |     |
| Orlando Samuels Blackwood |    |                    |             |             |             |   |   |     |

Statystyki meczowe
| Korea Południowa | STATYSTYKI        | Kuba |
| 62               | MAŁE PUNKTY       | 75   |
| 36               | ATAK              | 41   |
| 5                | BLOK              | 14   |
| 3                | SERWIS            | 4    |
| 18               | BŁĘDY PRZECIWNIKA | 16   |

### Korea Południowa - Kuba (2. mecz)
Niedziela, 19 czerwca 2011 – 14:10 (UTC+9) • Yeomju Gymnasium, Gwangju
Widzów: 4 260
Czas trwania meczu: 78 minut
Sędziowie: Vasileios Raptis (Grecja) i Andriej Zenowicz (Rosja)
| Korea Południowa     | 0:3                                         | Kuba              |
| Choi Hong-suk 13 pkt | (23:25, 13:25, 18:25) raport P-2 raport P-3 | Henry Bell 16 pkt |

| Poz.        | Nr | Zawodnik       | 1           | 2           | 3           | 4 | 5 | Pkt |
| ----------- | -- | -------------- | ----------- | ----------- | ----------- | - | - | --- |
| R           | 2  | Han Sun-soo    | 1 wskładzie | 1 wskładzie | 1 wskładzie |   |   | 1   |
| P           | 4  | Jeon Kwang-in  | 1 wskładzie | 1 wskładzie | 1 wskładzie |   |   | 12  |
| Ś           | 7  | Lee Sun-kyu    | 1 wskładzie | 1 wskładzie | 1 wskładzie |   |   | 2   |
| A           | 12 | Kim Jung-hwan  | 1 wskładzie | 1 wskładzie |             |   |   | 3   |
| P           | 13 | Choi Hong-suk  | 1 wskładzie | 1 wskładzie | 1 wskładzie |   |   | 13  |
| Ś           | 18 | Shin Yung-suk  | 1 wskładzie | 1 wskładzie | 1 wskładzie |   |   | 3   |
| L           | 5  | Yeo Oh-hyun    | L           | L           | L           |   |   |     |
| Zmiany      |    |                |             |             |             |   |   |     |
| P           | 9  | Kwak Seung-suk | 2 zmiana    |             | 2 zmiana    |   |   |     |
| Ś           | 10 | Yun Bong-woo   |             | 2 zmiana    |             |   |   |     |
| A           | 16 | Park Jun-bum   | 2 zmiana    | 2 zmiana    | 1 wskładzie |   |   | 2   |
| P           | 19 | Lee Kang-joo   | 2 zmiana    | 2 zmiana    |             |   |   |     |
| Trener      |    |                |             |             |             |   |   |     |
| Park Ki-won |    |                |             |             |             |   |   |     |

| Poz.                      | Nr | Zawodnik           | 1           | 2           | 3           | 4 | 5 | Pkt |
| ------------------------- | -- | ------------------ | ----------- | ----------- | ----------- | - | - | --- |
| P                         | 1  | Wilfredo León      | 1 wskładzie | 1 wskładzie | 1 wskładzie |   |   | 11  |
| Ś                         | 7  | Osmany Camejo      | 1 wskładzie | 1 wskładzie | 1 wskładzie |   |   | 6   |
| P                         | 12 | Henry Bell         | 1 wskładzie | 1 wskładzie | 1 wskładzie |   |   | 16  |
| Ś                         | 15 | Dariel Albo        | 1 wskładzie | 1 wskładzie |             |   |   | 3   |
| R                         | 18 | Yoandri Díaz       | 1 wskładzie | 1 wskładzie | 1 wskładzie |   |   | 4   |
| A                         | 19 | Fernando Hernández | 1 wskładzie | 1 wskładzie | 1 wskładzie |   |   | 8   |
| L                         | 6  | Keibel Gutiérrez   | L           | L           | L           |   |   |     |
| Zmiany                    |    |                    |             |             |             |   |   |     |
| Ś                         | 16 | Isbel Mesa         | 2 zmiana    |             | 1 wskładzie |   |   | 3   |
| Trener                    |    |                    |             |             |             |   |   |     |
| Orlando Samuels Blackwood |    |                    |             |             |             |   |   |     |

Statystyki meczowe
| Korea Południowa | STATYSTYKI        | Kuba |
| 54               | MAŁE PUNKTY       | 75   |
| 33               | ATAK              | 33   |
| 1                | BLOK              | 11   |
| 2                | SERWIS            | 7    |
| 18               | BŁĘDY PRZECIWNIKA | 24   |

## Spotkania 5. kolejki

### Włochy - Korea Południowa (1. mecz)
Piątek, 24 czerwca 2011 – 20:10 (UTC+2) • PalaTrieste, Triest
Widzów: 3 800
Czas trwania meczu: 83 minuty
Sędziowie: Abdullah al-Enezi (Kuwejt) i Geert Blyaert (Belgia)
| Włochy              | 3:0                                         | Korea Południowa                          |
| Ivan Zaytsev 17 pkt | (25:18, 25:21, 25:20) raport P-2 raport P-3 | Jeon Kwang-in 11 pkt Shin Yung-suk 11 pkt |

| Poz.          | Nr | Zawodnik          | 1           | 2           | 3           | 4 | 5 | Pkt |
| ------------- | -- | ----------------- | ----------- | ----------- | ----------- | - | - | --- |
| Ś             | 6  | Rocco Barone      | 1 wskładzie | 1 wskładzie | 1 wskładzie |   |   | 6   |
| A             | 7  | Michal Lasko      | 1 wskładzie | 1 wskładzie | 1 wskładzie |   |   | 13  |
| P             | 9  | Ivan Zaytsev      | 1 wskładzie | 1 wskładzie | 1 wskładzie |   |   | 17  |
| P             | 11 | Cristian Savani   | 1 wskładzie | 1 wskładzie | 1 wskładzie |   |   | 6   |
| Ś             | 12 | Simone Buti       | 1 wskładzie | 1 wskładzie | 1 wskładzie |   |   | 8   |
| R             | 13 | Dragan Travica    | 1 wskładzie | 1 wskładzie | 1 wskładzie |   |   | 4   |
| L             | 4  | Andrea Bari       | L           | L           | L           |   |   |     |
| Zmiany        |    |                   |             |             |             |   |   |     |
| P             | 8  | Gabriele Maruotti |             |             | 2 zmiana    |   |   |     |
| P             | 20 | Mattia Rosso      |             | 2 zmiana    |             |   |   |     |
| Trener        |    |                   |             |             |             |   |   |     |
| Mauro Berruto |    |                   |             |             |             |   |   |     |

| Poz.        | Nr | Zawodnik       | 1           | 2           | 3           | 4 | 5 | Pkt |
| ----------- | -- | -------------- | ----------- | ----------- | ----------- | - | - | --- |
| R           | 2  | Han Sun-soo    | 1 wskładzie | 1 wskładzie | 1 wskładzie |   |   | 1   |
| P           | 4  | Jeon Kwang-in  | 1 wskładzie | 1 wskładzie | 1 wskładzie |   |   | 11  |
| Ś           | 7  | Lee Sun-kyu    | 1 wskładzie | 1 wskładzie | 1 wskładzie |   |   | 5   |
| A           | 12 | Kim Jung-hwan  | 1 wskładzie | 2 zmiana    |             |   |   | 2   |
| P           | 13 | Choi Hong-suk  | 1 wskładzie | 1 wskładzie | 1 wskładzie |   |   | 10  |
| Ś           | 18 | Shin Yung-suk  | 1 wskładzie | 1 wskładzie | 1 wskładzie |   |   | 11  |
| L           | 5  | Yeo Oh-hyun    | L           | L           | L           |   |   |     |
| Zmiany      |    |                |             |             |             |   |   |     |
| P           | 9  | Kwak Seung-suk | 2 zmiana    | 2 zmiana    | 2 zmiana    |   |   |     |
| P           | 19 | Lee Kang-joo   | 2 zmiana    | 2 zmiana    | 2 zmiana    |   |   |     |
| A           | 20 | Kim Eun-seop   | 2 zmiana    | 1 wskładzie | 1 wskładzie |   |   | 6   |
| Trener      |    |                |             |             |             |   |   |     |
| Park Ki-won |    |                |             |             |             |   |   |     |

Statystyki meczowe
| Włochy | STATYSTYKI        | Korea Południowa |
| 75     | MAŁE PUNKTY       | 59               |
| 36     | ATAK              | 40               |
| 11     | BLOK              | 4                |
| 7      | SERWIS            | 2                |
| 21     | BŁĘDY PRZECIWNIKA | 13               |

### Włochy - Korea Południowa (2. mecz)
Niedziela, 26 czerwca 2011 – 21:10 (UTC+2) • PalaFabris, Padwa
Widzów: 4 200
Czas trwania meczu: 78 minut
Sędziowie: Geert Blyaert (Belgia) i Abdullah al-Enezi (Kuwejt)
| Włochy              | 3:0                                         | Korea Południowa     |
| Michal Lasko 14 pkt | (25:15, 25:13, 25:21) raport P-2 raport P-3 | Jeon Kwang-in 10 pkt |

| Poz.          | Nr | Zawodnik          | 1           | 2           | 3           | 4 | 5 | Pkt |
| ------------- | -- | ----------------- | ----------- | ----------- | ----------- | - | - | --- |
| Ś             | 5  | Giorgio De Togni  | 1 wskładzie | 1 wskładzie | 1 wskładzie |   |   | 6   |
| Ś             | 6  | Rocco Barone      | 1 wskładzie | 1 wskładzie | 1 wskładzie |   |   | 6   |
| A             | 7  | Michal Lasko      | 1 wskładzie | 1 wskładzie | 1 wskładzie |   |   | 14  |
| P             | 9  | Ivan Zaytsev      | 1 wskładzie | 1 wskładzie | 1 wskładzie |   |   | 11  |
| P             | 11 | Cristian Savani   | 1 wskładzie | 1 wskładzie | 1 wskładzie |   |   | 11  |
| R             | 13 | Dragan Travica    | 1 wskładzie | 1 wskładzie | 1 wskładzie |   |   | 3   |
| L             | 4  | Andrea Bari       | L           | L           | L           |   |   |     |
| Zmiany        |    |                   |             |             |             |   |   |     |
| P             | 8  | Gabriele Maruotti | 2 zmiana    |             |             |   |   |     |
| R             | 10 | Marco Falaschi    |             |             | 2 zmiana    |   |   |     |
| Ś             | 14 | Stefano Patriarca | 2 zmiana    |             |             |   |   |     |
| A             | 18 | Giulio Sabbi      |             | 2 zmiana    |             |   |   | 2   |
| P             | 20 | Mattia Rosso      |             | 2 zmiana    |             |   |   | 1   |
| Trener        |    |                   |             |             |             |   |   |     |
| Mauro Berruto |    |                   |             |             |             |   |   |     |

| Poz.        | Nr | Zawodnik       | 1           | 2           | 3           | 4 | 5 | Pkt |
| ----------- | -- | -------------- | ----------- | ----------- | ----------- | - | - | --- |
| R           | 2  | Han Sun-soo    | 1 wskładzie | 1 wskładzie | 1 wskładzie |   |   |     |
| P           | 4  | Jeon Kwang-in  | 1 wskładzie | 1 wskładzie | 1 wskładzie |   |   | 10  |
| Ś           | 7  | Lee Sun-kyu    | 1 wskładzie | 1 wskładzie | 1 wskładzie |   |   | 7   |
| A           | 12 | Kim Jung-hwan  | 1 wskładzie | 1 wskładzie | 1 wskładzie |   |   | 6   |
| P           | 13 | Choi Hong-suk  | 1 wskładzie | 1 wskładzie | 1 wskładzie |   |   | 2   |
| Ś           | 18 | Shin Yung-suk  | 1 wskładzie | 1 wskładzie | 1 wskładzie |   |   | 7   |
| L           | 5  | Yeo Oh-hyun    | L           | L           | L           |   |   |     |
| Zmiany      |    |                |             |             |             |   |   |     |
| R           | 3  | Kwon Young-min |             | 2 zmiana    | 2 zmiana    |   |   |     |
| P           | 9  | Kwak Seung-suk |             | 2 zmiana    |             |   |   |     |
| P           | 19 | Lee Kang-joo   | 2 zmiana    |             | 2 zmiana    |   |   |     |
| A           | 20 | Kim Eun-seop   | 2 zmiana    | 2 zmiana    | 2 zmiana    |   |   |     |
| Trener      |    |                |             |             |             |   |   |     |
| Park Ki-won |    |                |             |             |             |   |   |     |

Statystyki meczowe
| Włochy | STATYSTYKI        | Korea Południowa |
| 75     | MAŁE PUNKTY       | 49               |
| 38     | ATAK              | 29               |
| 12     | BLOK              | 3                |
| 4      | SERWIS            | 0                |
| 21     | BŁĘDY PRZECIWNIKA | 17               |

### Francja - Kuba (1. mecz)
Piątek, 24 czerwca 2011 – 20:40 (UTC+2) • Palais Omnisports de Paris-Bercy, Paryż
Widzów: 6 600
Czas trwania meczu: 142 minuty
Sędziowie: Akihiko Tano (Japonia) i Silvian Lungu (Rumunia)
| Francja                | 2:3                                                       | Kuba                 |
| Antonin Rouzier 23 pkt | (25:21, 22:25, 25:21, 22:25, 12:15) raport P-2 raport P-3 | Wilfredo León 27 pkt |

| Poz.           | Nr | Zawodnik                | 1           | 2           | 3           | 4           | 5           | Pkt |
| -------------- | -- | ----------------------- | ----------- | ----------- | ----------- | ----------- | ----------- | --- |
| Ś              | 3  | Gérald Hardy-Dessources | 1 wskładzie | 1 wskładzie | 1 wskładzie | 1 wskładzie | 1 wskładzie | 9   |
| A              | 4  | Antonin Rouzier         | 1 wskładzie | 1 wskładzie | 1 wskładzie | 1 wskładzie | 1 wskładzie | 23  |
| Ś              | 5  | Romain Vadeleux         | 1 wskładzie | 1 wskładzie | 1 wskładzie | 1 wskładzie | 1 wskładzie | 8   |
| R              | 6  | Benjamin Toniutti       | 1 wskładzie | 1 wskładzie | 1 wskładzie | 2 zmiana    | 2 zmiana    | 2   |
| P              | 7  | Nicolas Maréchal        | 1 wskładzie | 1 wskładzie | 1 wskładzie | 1 wskładzie | 1 wskładzie | 14  |
| P              | 15 | Samuel Tuia             | 1 wskładzie | 1 wskładzie | 1 wskładzie | 1 wskładzie | 1 wskładzie | 15  |
| L              | 2  | Jenia Grebennikov       | L           | L           | L           | L           | L           |     |
| Zmiany         |    |                         |             |             |             |             |             |     |
| A              | 8  | Marien Moreau           |             | 2 zmiana    | 2 zmiana    | 2 zmiana    | 2 zmiana    | 1   |
| P              | 11 | Julien Lyneel           | 2 zmiana    | 2 zmiana    |             | 2 zmiana    | 4 pusty     | 1   |
| R              | 13 | Pierre Pujol            |             | 2 zmiana    | 2 zmiana    | 1 wskładzie | 1 wskładzie | 1   |
| Trener         |    |                         |             |             |             |             |             |     |
| Philippe Blain |    |                         |             |             |             |             |             |     |

| Poz.                      | Nr | Zawodnik           | 1           | 2           | 3           | 4           | 5           | Pkt |
| ------------------------- | -- | ------------------ | ----------- | ----------- | ----------- | ----------- | ----------- | --- |
| P                         | 1  | Wilfredo León      | 1 wskładzie | 1 wskładzie | 1 wskładzie | 1 wskładzie | 1 wskładzie | 27  |
| Ś                         | 7  | Osmany Camejo      | 1 wskładzie | 1 wskładzie | 1 wskładzie | 1 wskładzie | 1 wskładzie | 13  |
| A                         | 8  | Rolando Cepeda     | 1 wskładzie |             |             | 4 pusty     | 4 pusty     | 3   |
| P                         | 12 | Henry Bell         | 1 wskładzie | 1 wskładzie | 1 wskładzie | 1 wskładzie | 1 wskładzie | 25  |
| Ś                         | 16 | Isbel Mesa         | 1 wskładzie | 1 wskładzie | 1 wskładzie | 1 wskładzie | 1 wskładzie | 7   |
| R                         | 18 | Yoandri Díaz       | 1 wskładzie | 1 wskładzie | 1 wskładzie | 1 wskładzie | 1 wskładzie | 2   |
| L                         | 6  | Keibel Gutiérrez   | L           | L           | L           | L           | L           |     |
| Zmiany                    |    |                    |             |             |             |             |             |     |
| R                         | 5  | Leandro Macías     |             | 2 zmiana    |             | 2 zmiana    | 2 zmiana    |     |
| A                         | 19 | Fernando Hernández | 2 zmiana    | 1 wskładzie | 1 wskładzie | 1 wskładzie | 1 wskładzie | 9   |
| Trener                    |    |                    |             |             |             |             |             |     |
| Orlando Samuels Blackwood |    |                    |             |             |             |             |             |     |

Statystyki meczowe
| Francja | STATYSTYKI        | Kuba |
| 106     | MAŁE PUNKTY       | 107  |
| 61      | ATAK              | 70   |
| 10      | BLOK              | 13   |
| 3       | SERWIS            | 3    |
| 32      | BŁĘDY PRZECIWNIKA | 21   |

### Francja - Kuba (2. mecz)
Niedziela, 26 czerwca 2011 – 19:10 (UTC+2) • L'Axone, Montbéliard
Widzów: 4 900
Czas trwania meczu: 113 minut
Sędziowie: Silvian Lungu (Rumunia) i Akihiko Tano (Japonia)
| Francja                | 1:3                                                | Kuba              |
| Antonin Rouzier 26 pkt | (25:21, 20:25, 15:25, 23:25) raport P-2 raport P-3 | Henry Bell 20 pkt |

| Poz.           | Nr | Zawodnik                | 1           | 2           | 3           | 4           | 5 | Pkt |
| -------------- | -- | ----------------------- | ----------- | ----------- | ----------- | ----------- | - | --- |
| Ś              | 3  | Gérald Hardy-Dessources | 1 wskładzie | 1 wskładzie | 1 wskładzie | 1 wskładzie |   | 5   |
| A              | 4  | Antonin Rouzier         | 1 wskładzie | 1 wskładzie | 1 wskładzie | 1 wskładzie |   | 26  |
| Ś              | 5  | Romain Vadeleux         | 1 wskładzie | 1 wskładzie | 1 wskładzie | 1 wskładzie |   | 9   |
| R              | 6  | Benjamin Toniutti       | 1 wskładzie | 1 wskładzie | 1 wskładzie | 4 pusty     |   | 1   |
| P              | 7  | Nicolas Maréchal        | 1 wskładzie | 1 wskładzie | 1 wskładzie | 4 pusty     |   | 4   |
| P              | 15 | Samuel Tuia             | 1 wskładzie | 1 wskładzie | 1 wskładzie | 1 wskładzie |   | 12  |
| L              | 2  | Jenia Grebennikov       | L           | L           | L           | L           |   |     |
| Zmiany         |    |                         |             |             |             |             |   |     |
| A              | 8  | Marien Moreau           | 2 zmiana    | 2 zmiana    |             | 2 zmiana    |   | 2   |
| P              | 11 | Julien Lyneel           | 2 zmiana    | 2 zmiana    | 2 zmiana    | 1 wskładzie |   | 6   |
| R              | 13 | Pierre Pujol            | 2 zmiana    | 2 zmiana    | 2 zmiana    | 1 wskładzie |   |     |
| Trener         |    |                         |             |             |             |             |   |     |
| Philippe Blain |    |                         |             |             |             |             |   |     |

| Poz.                      | Nr | Zawodnik           | 1           | 2           | 3           | 4           | 5 | Pkt |
| ------------------------- | -- | ------------------ | ----------- | ----------- | ----------- | ----------- | - | --- |
| P                         | 1  | Wilfredo León      | 1 wskładzie | 1 wskładzie | 1 wskładzie | 1 wskładzie |   | 17  |
| Ś                         | 7  | Osmany Camejo      | 1 wskładzie | 1 wskładzie | 1 wskładzie | 1 wskładzie |   | 6   |
| P                         | 12 | Henry Bell         | 1 wskładzie | 1 wskładzie | 1 wskładzie | 1 wskładzie |   | 20  |
| Ś                         | 16 | Isbel Mesa         | 1 wskładzie | 1 wskładzie | 1 wskładzie | 1 wskładzie |   | 7   |
| R                         | 18 | Yoandri Díaz       | 1 wskładzie | 1 wskładzie | 1 wskładzie | 1 wskładzie |   | 2   |
| A                         | 19 | Fernando Hernández | 1 wskładzie |             |             | 4 pusty     |   | 2   |
| L                         | 6  | Keibel Gutiérrez   | L           | L           | L           | L           |   |     |
| Zmiany                    |    |                    |             |             |             |             |   |     |
| Ś                         | 4  | Yassel Perdomo     |             | 2 zmiana    |             | 2 zmiana    |   |     |
| R                         | 5  | Leandro Macías     | 2 zmiana    |             | 2 zmiana    | 2 zmiana    |   |     |
| A                         | 8  | Rolando Cepeda     | 2 zmiana    | 1 wskładzie | 1 wskładzie | 1 wskładzie |   | 12  |
| Trener                    |    |                    |             |             |             |             |   |     |
| Orlando Samuels Blackwood |    |                    |             |             |             |             |   |     |

Statystyki meczowe
| Francja | STATYSTYKI        | Kuba |
| 83      | MAŁE PUNKTY       | 96   |
| 52      | ATAK              | 51   |
| 9       | BLOK              | 13   |
| 4       | SERWIS            | 2    |
| 18      | BŁĘDY PRZECIWNIKA | 30   |

## Spotkania 6. kolejki

### Francja - Korea Południowa (1. mecz)
Środa, 29 czerwca 2011 – 20:10 (UTC+2) • Palais des Sports, Pau
Widzów: 3 700
Czas trwania meczu: 126 minut
Sędziowie: Patricia Salvatore (Stany Zjednoczone) i Panagiotis Roussakis (Grecja)
| Francja                | 3:1                                                | Korea Południowa     |
| Antonin Rouzier 28 pkt | (23:25, 27:25, 25:16, 25:15) raport P-2 raport P-3 | Jeon Kwang-in 17 pkt |

| Poz.           | Nr | Zawodnik                | 1           | 2           | 3           | 4           | 5 | Pkt |
| -------------- | -- | ----------------------- | ----------- | ----------- | ----------- | ----------- | - | --- |
| Ś              | 3  | Gérald Hardy-Dessources | 1 wskładzie | 1 wskładzie | 1 wskładzie | 1 wskładzie |   | 14  |
| A              | 4  | Antonin Rouzier         | 1 wskładzie | 1 wskładzie | 1 wskładzie | 1 wskładzie |   | 28  |
| Ś              | 5  | Romain Vadeleux         | 1 wskładzie | 1 wskładzie | 1 wskładzie | 1 wskładzie |   | 4   |
| R              | 6  | Benjamin Toniutti       | 1 wskładzie |             |             | 4 pusty     |   |     |
| P              | 7  | Nicolas Maréchal        | 1 wskładzie | 1 wskładzie | 1 wskładzie | 1 wskładzie |   | 11  |
| P              | 15 | Samuel Tuia             | 1 wskładzie | 1 wskładzie | 1 wskładzie | 1 wskładzie |   | 11  |
| L              | 2  | Jenia Grebennikov       | L           | L           | L           | L           |   |     |
| Zmiany         |    |                         |             |             |             |             |   |     |
| A              | 8  | Marien Moreau           | 2 zmiana    |             |             | 4 pusty     |   | 4   |
| P              | 11 | Julien Lyneel           | 2 zmiana    | 2 zmiana    |             | 4 pusty     |   |     |
| R              | 13 | Pierre Pujol            | 2 zmiana    | 1 wskładzie | 1 wskładzie | 1 wskładzie |   | 8   |
| Trener         |    |                         |             |             |             |             |   |     |
| Philippe Blain |    |                         |             |             |             |             |   |     |

| Poz.        | Nr | Zawodnik       | 1           | 2           | 3           | 4           | 5 | Pkt |
| ----------- | -- | -------------- | ----------- | ----------- | ----------- | ----------- | - | --- |
| R           | 2  | Han Sun-soo    | 1 wskładzie | 1 wskładzie | 1 wskładzie | 1 wskładzie |   | 1   |
| P           | 4  | Jeon Kwang-in  | 1 wskładzie | 1 wskładzie | 1 wskładzie | 1 wskładzie |   | 17  |
| Ś           | 7  | Lee Sun-kyu    | 1 wskładzie | 1 wskładzie | 1 wskładzie | 1 wskładzie |   | 5   |
| A           | 12 | Kim Jung-hwan  | 1 wskładzie | 1 wskładzie | 1 wskładzie | 1 wskładzie |   | 10  |
| P           | 13 | Choi Hong-suk  | 1 wskładzie | 1 wskładzie | 2 zmiana    | 1 wskładzie |   | 12  |
| Ś           | 18 | Shin Yung-suk  | 1 wskładzie | 1 wskładzie | 1 wskładzie | 1 wskładzie |   | 8   |
| L           | 5  | Yeo Oh-hyun    | L           | L           | L           | L           |   |     |
| Zmiany      |    |                |             |             |             |             |   |     |
| R           | 3  | Kwon Young-min |             |             | 2 zmiana    | 2 zmiana    |   |     |
| P           | 9  | Kwak Seung-suk |             | 2 zmiana    | 1 wskładzie | 2 zmiana    |   | 5   |
| Ś           | 10 | Yun Bong-woo   | 2 zmiana    | 2 zmiana    |             | 4 pusty     |   |     |
| P           | 19 | Lee Kang-joo   | 2 zmiana    |             | 2 zmiana    | 4 pusty     |   |     |
| A           | 20 | Kim Eun-seop   | 2 zmiana    | 2 zmiana    |             | 4 pusty     |   |     |
| Trener      |    |                |             |             |             |             |   |     |
| Park Ki-won |    |                |             |             |             |             |   |     |

Statystyki meczowe
| Francja | STATYSTYKI        | Korea Południowa |
| 100     | MAŁE PUNKTY       | 81               |
| 54      | ATAK              | 51               |
| 24      | BLOK              | 6                |
| 2       | SERWIS            | 1                |
| 20      | BŁĘDY PRZECIWNIKA | 23               |

### Francja - Korea Południowa (2. mecz)
Piątek, 1 lipca 2011 – 20:10 (UTC+2) • Le Palio, Boulazac
Widzów: 3 100
Czas trwania meczu: 80 minut
Sędziowie: Panagiotis Roussakis (Grecja) i Patricia Salvatore (Stany Zjednoczone)
| Francja                | 3:0                                         | Korea Południowa     |
| Antonin Rouzier 22 pkt | (25:20, 25:18, 25:22) raport P-2 raport P-3 | Jeon Kwang-in 10 pkt |

| Poz.           | Nr | Zawodnik                | 1           | 2           | 3           | 4 | 5 | Pkt |
| -------------- | -- | ----------------------- | ----------- | ----------- | ----------- | - | - | --- |
| Ś              | 3  | Gérald Hardy-Dessources | 1 wskładzie | 1 wskładzie | 1 wskładzie |   |   | 7   |
| A              | 4  | Antonin Rouzier         | 1 wskładzie | 1 wskładzie | 1 wskładzie |   |   | 22  |
| Ś              | 5  | Romain Vadeleux         | 1 wskładzie | 1 wskładzie | 1 wskładzie |   |   | 5   |
| P              | 7  | Nicolas Maréchal        | 1 wskładzie | 1 wskładzie | 1 wskładzie |   |   | 13  |
| R              | 13 | Pierre Pujol            | 1 wskładzie | 1 wskładzie | 1 wskładzie |   |   | 2   |
| P              | 15 | Samuel Tuia             | 1 wskładzie | 1 wskładzie | 1 wskładzie |   |   | 9   |
| L              | 2  | Jenia Grebennikov       | L           | L           | L           |   |   |     |
| Zmiany         |    |                         |             |             |             |   |   |     |
| R              | 6  | Benjamin Toniutti       |             | 2 zmiana    |             |   |   |     |
| Trener         |    |                         |             |             |             |   |   |     |
| Philippe Blain |    |                         |             |             |             |   |   |     |

| Poz.        | Nr | Zawodnik       | 1           | 2           | 3           | 4 | 5 | Pkt |
| ----------- | -- | -------------- | ----------- | ----------- | ----------- | - | - | --- |
| R           | 2  | Han Sun-soo    | 1 wskładzie | 1 wskładzie | 1 wskładzie |   |   | 2   |
| P           | 4  | Jeon Kwang-in  | 1 wskładzie | 1 wskładzie | 1 wskładzie |   |   | 10  |
| Ś           | 7  | Lee Sun-kyu    | 1 wskładzie | 2 zmiana    | 2 zmiana    |   |   | 2   |
| A           | 12 | Kim Jung-hwan  | 1 wskładzie |             |             |   |   | 2   |
| P           | 13 | Choi Hong-suk  | 1 wskładzie | 1 wskładzie | 1 wskładzie |   |   | 6   |
| Ś           | 18 | Shin Yung-suk  | 1 wskładzie | 1 wskładzie | 1 wskładzie |   |   | 8   |
| L           | 5  | Yeo Oh-hyun    | L           | L           | L           |   |   |     |
| Zmiany      |    |                |             |             |             |   |   |     |
| R           | 3  | Kwon Young-min | 2 zmiana    |             |             |   |   |     |
| P           | 9  | Kwak Seung-suk |             |             | 2 zmiana    |   |   | 3   |
| Ś           | 10 | Yun Bong-woo   |             | 1 wskładzie | 1 wskładzie |   |   | 2   |
| P           | 19 | Lee Kang-joo   | 2 zmiana    | 2 zmiana    |             |   |   |     |
| A           | 20 | Kim Eun-seop   | 2 zmiana    | 1 wskładzie | 1 wskładzie |   |   | 5   |
| Trener      |    |                |             |             |             |   |   |     |
| Park Ki-won |    |                |             |             |             |   |   |     |

Statystyki meczowe
| Francja | STATYSTYKI        | Korea Południowa |
| 75      | MAŁE PUNKTY       | 60               |
| 43      | ATAK              | 33               |
| 8       | BLOK              | 5                |
| 7       | SERWIS            | 2                |
| 17      | BŁĘDY PRZECIWNIKA | 20               |

### Włochy - Kuba (1. mecz)
Środa, 29 czerwca 2011 – 20:40 (UTC+2) • PalaRaschi, Parma
Widzów: 4 000
Czas trwania meczu: 93 minuty
Sędziowie: Shigeru Koshiba (Japonia) i Ron Stahl (Stany Zjednoczone)
| Włochy                 | 3:0                                         | Kuba              |
| Cristian Savani 17 pkt | (25:21, 25:22, 32:30) raport P-2 raport P-3 | Henry Bell 11 pkt |

| Poz.          | Nr | Zawodnik           | 1           | 2           | 3           | 4 | 5 | Pkt |
| ------------- | -- | ------------------ | ----------- | ----------- | ----------- | - | - | --- |
| A             | 7  | Michal Lasko       | 1 wskładzie | 1 wskładzie | 1 wskładzie |   |   | 13  |
| P             | 9  | Ivan Zaytsev       | 1 wskładzie | 1 wskładzie | 1 wskładzie |   |   | 11  |
| P             | 11 | Cristian Savani    | 1 wskładzie | 1 wskładzie | 1 wskładzie |   |   | 17  |
| Ś             | 12 | Simone Buti        | 1 wskładzie | 1 wskładzie | 1 wskładzie |   |   | 6   |
| R             | 13 | Dragan Travica     | 1 wskładzie | 1 wskładzie | 1 wskładzie |   |   | 4   |
| Ś             | 15 | Emanuele Birarelli | 1 wskładzie | 1 wskładzie | 1 wskładzie |   |   | 4   |
| L             | 19 | Daniele De Pandis  | L           | L           | L           |   |   |     |
| Zmiany        |    |                    |             |             |             |   |   |     |
| P             | 8  | Gabriele Maruotti  | 2 zmiana    |             | 2 zmiana    |   |   |     |
| R             | 16 | Michele Baranowicz |             |             | 2 zmiana    |   |   |     |
| P             | 17 | Dore Della Lunga   |             | 2 zmiana    | 2 zmiana    |   |   |     |
| Trener        |    |                    |             |             |             |   |   |     |
| Mauro Berruto |    |                    |             |             |             |   |   |     |

| Poz.                      | Nr | Zawodnik           | 1           | 2           | 3           | 4 | 5 | Pkt |
| ------------------------- | -- | ------------------ | ----------- | ----------- | ----------- | - | - | --- |
| P                         | 1  | Wilfredo León      | 1 wskładzie | 1 wskładzie | 1 wskładzie |   |   | 8   |
| Ś                         | 7  | Osmany Camejo      | 1 wskładzie | 1 wskładzie | 1 wskładzie |   |   | 8   |
| A                         | 8  | Rolando Cepeda     | 1 wskładzie | 1 wskładzie |             |   |   | 7   |
| P                         | 12 | Henry Bell         | 1 wskładzie | 1 wskładzie | 1 wskładzie |   |   | 11  |
| Ś                         | 16 | Isbel Mesa         | 1 wskładzie | 1 wskładzie |             |   |   | 2   |
| R                         | 18 | Yoandri Díaz       | 1 wskładzie | 1 wskładzie | 1 wskładzie |   |   | 5   |
| L                         | 6  | Keibel Gutiérrez   | L           | L           | L           |   |   |     |
| Zmiany                    |    |                    |             |             |             |   |   |     |
| Ś                         | 4  | Yassel Perdomo     |             |             | 2 zmiana    |   |   |     |
| Ś                         | 15 | Dariel Albo        |             |             | 1 wskładzie |   |   | 1   |
| A                         | 19 | Fernando Hernández | 2 zmiana    | 2 zmiana    | 1 wskładzie |   |   | 10  |
| Trener                    |    |                    |             |             |             |   |   |     |
| Orlando Samuels Blackwood |    |                    |             |             |             |   |   |     |

Statystyki meczowe
| Włochy | STATYSTYKI        | Kuba |
| 82     | MAŁE PUNKTY       | 73   |
| 42     | ATAK              | 40   |
| 9      | BLOK              | 11   |
| 4      | SERWIS            | 1    |
| 27     | BŁĘDY PRZECIWNIKA | 21   |

### Włochy - Kuba (2. mecz)
Piątek, 1 lipca 2011 – 20:40 (UTC+2) • PalaPanini, Modena
Widzów: 4 816
Czas trwania meczu: 87 minut
Sędziowie: Ron Stahl (Stany Zjednoczone) i Shigeru Koshiba (Japonia)
| Włochy              | 0:3                                         | Kuba              |
| Michal Lasko 13 pkt | (21:25, 20:25, 25:27) raport P-2 raport P-3 | Henry Bell 19 pkt |

| Poz.          | Nr | Zawodnik           | 1           | 2           | 3           | 4 | 5 | Pkt |
| ------------- | -- | ------------------ | ----------- | ----------- | ----------- | - | - | --- |
| A             | 7  | Michal Lasko       | 1 wskładzie | 1 wskładzie | 1 wskładzie |   |   | 13  |
| P             | 9  | Ivan Zaytsev       | 1 wskładzie | 1 wskładzie |             |   |   | 5   |
| P             | 11 | Cristian Savani    | 1 wskładzie | 1 wskładzie | 1 wskładzie |   |   | 11  |
| Ś             | 12 | Simone Buti        | 1 wskładzie | 1 wskładzie | 1 wskładzie |   |   | 5   |
| R             | 13 | Dragan Travica     | 1 wskładzie | 1 wskładzie | 1 wskładzie |   |   | 1   |
| Ś             | 15 | Emanuele Birarelli | 1 wskładzie | 1 wskładzie |             |   |   | 2   |
| L             | 4  | Andrea Bari        | L           | L           | L           |   |   |     |
| Zmiany        |    |                    |             |             |             |   |   |     |
| Ś             | 6  | Rocco Barone       |             | 2 zmiana    | 1 wskładzie |   |   | 2   |
| P             | 8  | Gabriele Maruotti  |             | 2 zmiana    | 1 wskładzie |   |   | 5   |
| R             | 16 | Michele Baranowicz |             |             | 2 zmiana    |   |   |     |
| A             | 18 | Giulio Sabbi       |             | 2 zmiana    |             |   |   | 3   |
| Trener        |    |                    |             |             |             |   |   |     |
| Mauro Berruto |    |                    |             |             |             |   |   |     |

| Poz.                      | Nr | Zawodnik           | 1           | 2           | 3           | 4 | 5 | Pkt |
| ------------------------- | -- | ------------------ | ----------- | ----------- | ----------- | - | - | --- |
| P                         | 1  | Wilfredo León      | 1 wskładzie | 1 wskładzie | 1 wskładzie |   |   | 10  |
| Ś                         | 7  | Osmany Camejo      | 1 wskładzie | 1 wskładzie | 1 wskładzie |   |   | 6   |
| P                         | 12 | Henry Bell         | 1 wskładzie | 1 wskładzie | 1 wskładzie |   |   | 19  |
| Ś                         | 16 | Isbel Mesa         | 1 wskładzie | 1 wskładzie | 1 wskładzie |   |   | 5   |
| R                         | 18 | Yoandri Díaz       | 1 wskładzie | 1 wskładzie | 1 wskładzie |   |   | 5   |
| A                         | 19 | Fernando Hernández | 1 wskładzie | 1 wskładzie | 1 wskładzie |   |   | 12  |
| L                         | 6  | Keibel Gutiérrez   | L           | L           | L           |   |   |     |
| Zmiany                    |    |                    |             |             |             |   |   |     |
| Ś                         | 4  | Yassel Perdomo     | 2 zmiana    | 2 zmiana    | 2 zmiana    |   |   |     |
| R                         | 5  | Leandro Macías     | 2 zmiana    |             | 2 zmiana    |   |   |     |
| Trener                    |    |                    |             |             |             |   |   |     |
| Orlando Samuels Blackwood |    |                    |             |             |             |   |   |     |

Statystyki meczowe
| Włochy | STATYSTYKI        | Kuba |
| 66     | MAŁE PUNKTY       | 77   |
| 42     | ATAK              | 49   |
| 3      | BLOK              | 7    |
| 2      | SERWIS            | 1    |
| 19     | BŁĘDY PRZECIWNIKA | 20   |

## Statystyki indywidualne
| Najlepiej punktujący | Najlepiej punktujący | Najlepiej punktujący | Najlepiej punktujący | Najlepiej punktujący | Najlepiej punktujący | Najlepiej punktujący | Najlepiej punktujący |
| Rk 1                 | Rk 2                 | Imię i nazwisko      | Atak                 | Blok                 | Serwis               | Razem                |                      |
| -------------------- | -------------------- | -------------------- | -------------------- | -------------------- | -------------------- | -------------------- | -------------------- |
| 1                    | 2                    | Antonin Rouzier      | 185                  | 15                   | 11                   | 211                  |                      |
| 2                    | 3                    | Henry Bell Cisnero   | 170                  | 20                   | 7                    | 197                  |                      |
| 3                    | 5                    | Michal Lasko         | 157                  | 20                   | 12                   | 189                  |                      |
| 4                    | 9                    | Wilfredo León Venero | 168                  | 7                    | 10                   | 185                  |                      |
| 5                    | 12                   | Jeon Kwang-in        | 148                  | 16                   | 9                    | 173                  |                      |

| Najlepiej atakujący | Najlepiej atakujący | Najlepiej atakujący  | Najlepiej atakujący | Najlepiej atakujący | Najlepiej atakujący | Najlepiej atakujący | Najlepiej atakujący |
| Rk 1                | Rk 2                | Imię i nazwisko      | Atak 1              | Błędy               | Atak 2              | Razem               | %                   |
| ------------------- | ------------------- | -------------------- | ------------------- | ------------------- | ------------------- | ------------------- | ------------------- |
| 1                   | 1                   | Henry Bell Cisnero   | 170                 | 45                  | 89                  | 304                 | 55,92               |
| 2                   | 2                   | Wilfredo León Venero | 168                 | 47                  | 103                 | 318                 | 52,83               |
| 3                   | 4                   | Cristian Savani      | 98                  | 26                  | 67                  | 191                 | 51,31               |
| 4                   | 6                   | Ivan Zaytsev         | 131                 | 35                  | 94                  | 260                 | 50,38               |
| 5                   | 10                  | Antonin Rouzier      | 185                 | 86                  | 105                 | 376                 | 49,20               |

| Najlepiej blokujący | Najlepiej blokujący | Najlepiej blokujący     | Najlepiej blokujący | Najlepiej blokujący | Najlepiej blokujący | Najlepiej blokujący | Najlepiej blokujący |
| Rk 1                | Rk 2                | Imię i nazwisko         | Bloki punktowe      | Błędy               | Wybloki             | Razem               | Średnio na set      |
| ------------------- | ------------------- | ----------------------- | ------------------- | ------------------- | ------------------- | ------------------- | ------------------- |
| 1                   | 10                  | Emanuele Birarelli      | 27                  | 34                  | 40                  | 101                 | 0,63                |
| 2                   | 12                  | Shin Yung-suk           | 26                  | 26                  | 32                  | 84                  | 0,60                |
| 3                   | 13                  | Romain Vadeleux         | 28                  | 57                  | 59                  | 144                 | 0,60                |
| 4                   | 14                  | Gérald Hardy-Dessources | 28                  | 48                  | 29                  | 105                 | 0,60                |
| 5                   | 16                  | Osmany Camejo Durruty   | 26                  | 62                  | 45                  | 133                 | 0,58                |

| Najlepiej zagrywający | Najlepiej zagrywający | Najlepiej zagrywający | Najlepiej zagrywający | Najlepiej zagrywający | Najlepiej zagrywający | Najlepiej zagrywający | Najlepiej zagrywający |
| Rk 1                  | Rk 2                  | Imię i nazwisko       | Serwisy punktowe      | Błędy                 | Inne                  | Razem                 | Średnio na set        |
| --------------------- | --------------------- | --------------------- | --------------------- | --------------------- | --------------------- | --------------------- | --------------------- |
| 1                     | 2                     | Dragan Travica        | 21                    | 34                    | 143                   | 198                   | 0,49                  |
| 2                     | 7                     | Michal Lasko          | 12                    | 22                    | 118                   | 152                   | 0,28                  |
| 3                     | 9                     | Ivan Zaytsev          | 11                    | 32                    | 119                   | 162                   | 0,26                  |
| 4                     | 10                    | Cristian Savani       | 11                    | 26                    | 86                    | 123                   | 0,26                  |
| 5                     | 14                    | Antonin Rouzier       | 11                    | 29                    | 90                    | 130                   | 0,23                  |

| Najlepiej broniący | Najlepiej broniący | Najlepiej broniący     | Najlepiej broniący | Najlepiej broniący | Najlepiej broniący | Najlepiej broniący | Najlepiej broniący |
| Rk 1               | Rk 2               | Imię i nazwisko        | Obrony             | Błędy              | Przyjęcia          | Razem              | Średnio na set     |
| ------------------ | ------------------ | ---------------------- | ------------------ | ------------------ | ------------------ | ------------------ | ------------------ |
| 1                  | 4                  | Jenia Grebennikov      | 119                | 52                 | 16                 | 187                | 2,53               |
| 2                  | 5                  | Andrea Bari            | 102                | 27                 | 20                 | 149                | 2,37               |
| 3                  | 7                  | Yeo Oh-hyun            | 92                 | 27                 | 51                 | 170                | 2,14               |
| 4                  | 19                 | Keibel Gutiérrez       | 70                 | 31                 | 13                 | 114                | 1,56               |
| 5                  | 25                 | Yoandri Díaz Carmenate | 59                 | 30                 | 9                  | 98                 | 1,31               |

| Najlepiej rozgrywający | Najlepiej rozgrywający | Najlepiej rozgrywający | Najlepiej rozgrywający | Najlepiej rozgrywający | Najlepiej rozgrywający | Najlepiej rozgrywający | Najlepiej rozgrywający |
| Rk 1                   | Rk 2                   | Imię i nazwisko        | Rozegranie 1           | Błędy                  | Rozegranie 2           | Razem                  | Średnio na set         |
| ---------------------- | ---------------------- | ---------------------- | ---------------------- | ---------------------- | ---------------------- | ---------------------- | ---------------------- |
| 1                      | 2                      | Han Sun-soo            | 364                    | 5                      | 545                    | 914                    | 8,47                   |
| 2                      | 4                      | Dragan Travica         | 340                    | 2                      | 560                    | 902                    | 7,91                   |
| 3                      | 12                     | Yoandri Díaz Carmenate | 250                    | 5                      | 663                    | 918                    | 5,56                   |
| 4                      | 15                     | Pierre Pujol           | 207                    | 6                      | 382                    | 595                    | 4,40                   |
| 5                      | 16                     | Benjamin Toniutti      | 178                    | 2                      | 349                    | 529                    | 3,79                   |

| Najlepiej przyjmujący | Najlepiej przyjmujący | Najlepiej przyjmujący | Najlepiej przyjmujący | Najlepiej przyjmujący | Najlepiej przyjmujący | Najlepiej przyjmujący | Najlepiej przyjmujący |
| Rk 1                  | Rk 2                  | Imię i nazwisko       | Idealne               | Błędy                 | Przyjęcia serwisu     | Razem                 | %                     |
| --------------------- | --------------------- | --------------------- | --------------------- | --------------------- | --------------------- | --------------------- | --------------------- |
| 1                     | 4                     | Yeo Oh-hyun           | 164                   | 15                    | 48                    | 227                   | 65,64                 |
| 2                     | 5                     | Samuel Tuia           | 158                   | 7                     | 75                    | 240                   | 62,92                 |
| 3                     | 7                     | Nicolas Maréchal      | 172                   | 13                    | 75                    | 260                   | 61,15                 |
| 4                     | 8                     | Ivan Zaytsev          | 169                   | 17                    | 79                    | 265                   | 57,36                 |
| 5                     | 9                     | Jenia Grebennikov     | 156                   | 7                     | 97                    | 260                   | 57,31                 |

| Najlepsi libero | Najlepsi libero | Najlepsi libero     | Najlepsi libero | Najlepsi libero | Najlepsi libero | Najlepsi libero | Najlepsi libero |
| Rk 1            | Rk 2            | Imię i nazwisko     | Idealne         | Błędy           | W grze          | Razem           | Średnio na set  |
| --------------- | --------------- | ------------------- | --------------- | --------------- | --------------- | --------------- | --------------- |
| 1               | 4               | Yeo Oh-hyun         | 256             | 42              | 99              | 397             | 5,95            |
| 2               | 5               | Andrea Bari         | 234             | 37              | 91              | 362             | 5,44            |
| 3               | 8               | Keibel Gutiérrez    | 216             | 40              | 100             | 356             | 4,80            |
| 4               | 16              | Jean-François Exiga | 15              | 6               | 4               | 25              | 0,32            |